# Flughafen Stuttgart

i7
i11
i13

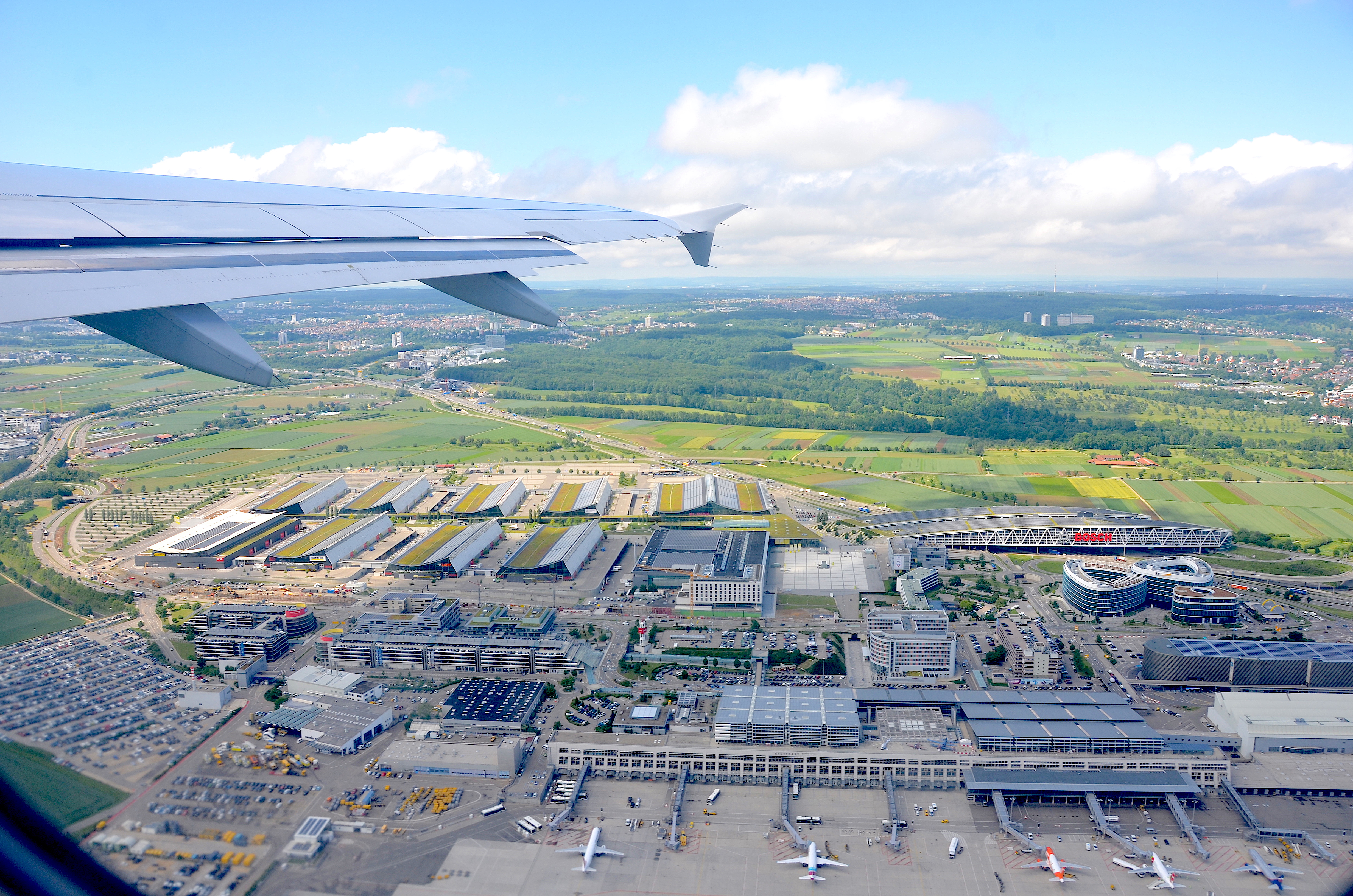
Flughafen Stuttgart und Messe Stuttgart mit Bosch-Parkhaus (2019)

Der Flughafen Stuttgart (bis 2000 Flughafen Stuttgart-Echterdingen, IATA-Code: STR, ICAO-Code: EDDS) ist der internationale Flughafen der baden-württembergischen Landeshauptstadt Stuttgart. Er liegt größtenteils auf der Gemarkung der Städte Leinfelden-Echterdingen und Filderstadt. Die ersten Anlagen wurden 1936 errichtet und in den Jahren 1986 bis 2004 auf den heutigen Stand ausgebaut. Der Flughafen Stuttgart ist der größte Flughafen in Baden-Württemberg und, gemessen am Passagieraufkommen, im Jahr 2024 auf Platz sieben der größten Flughäfen Deutschlands. Am Flughafen sind rund 9500 Menschen beschäftigt.
Nach einem Beschluss vom 15. Juli 2014 wurde der Flughafen zu Ehren des Stuttgarter Oberbürgermeisters Manfred Rommel in „Flughafen Stuttgart – Manfred Rommel Flughafen“ (Eigenschreibweise) umbenannt.

## Lage

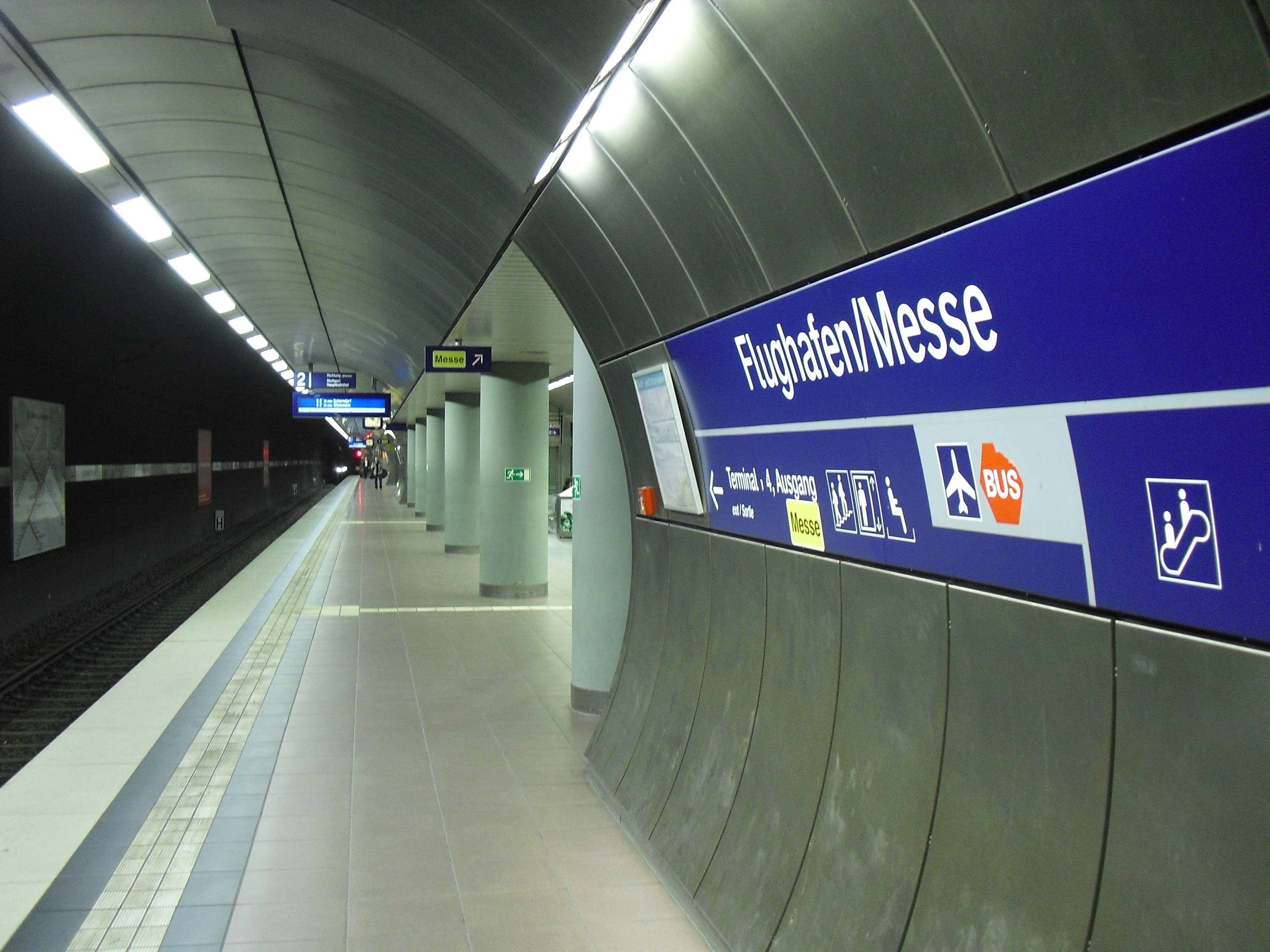
S-Bahn-Station Flughafen/Messe

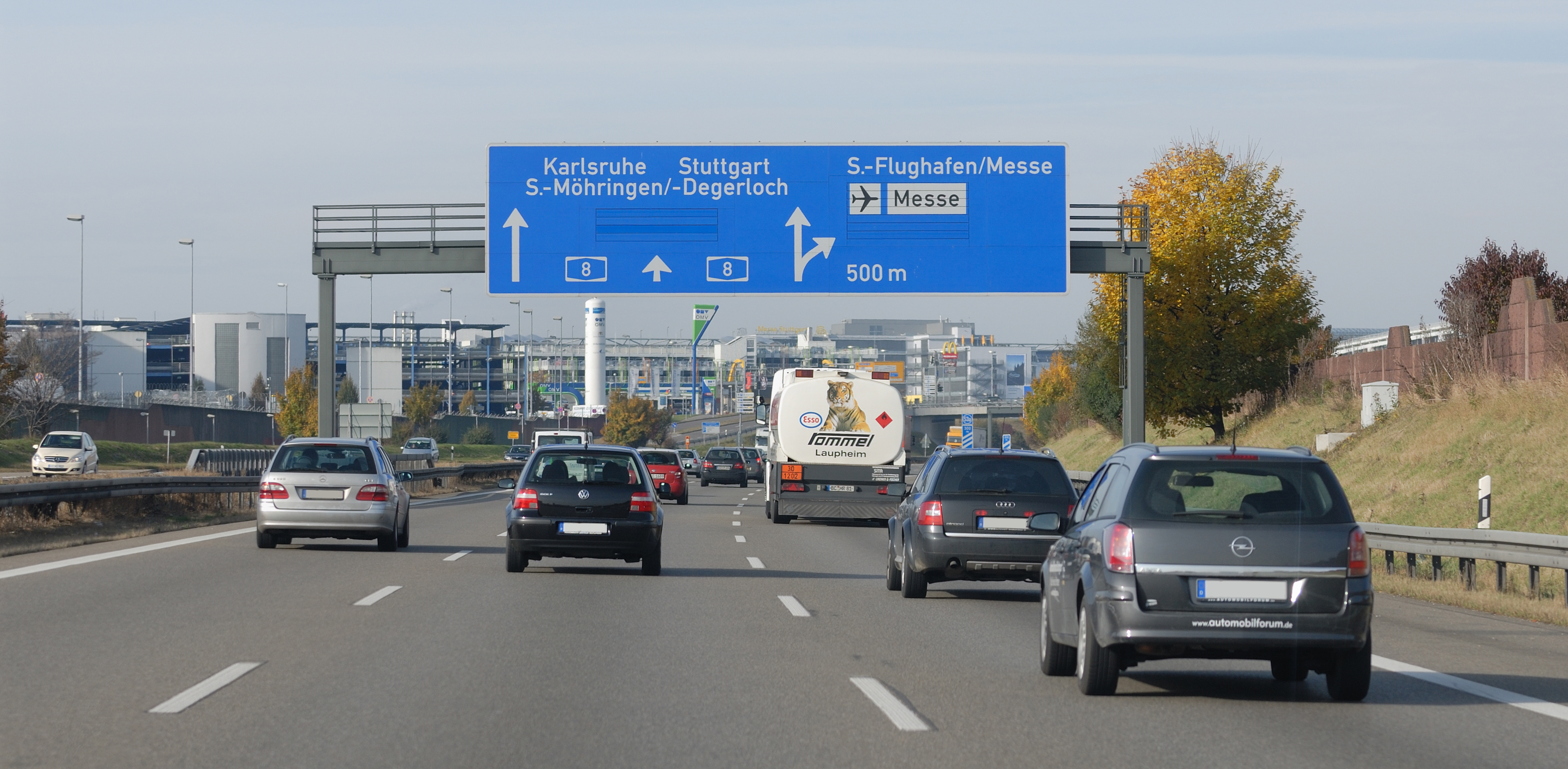
Anschlussstelle Flughafen an der Bundesautobahn 8

Der Flughafen liegt zentral auf der Filderebene an der südlichen Grenze der Landeshauptstadt Stuttgart zum Landkreis Esslingen.
Die Terminals befinden sich auf der Gemarkung Echterdingen der Stadt Leinfelden-Echterdingen, ebenso die Parkhäuser, die unmittelbar angrenzende Messe Stuttgart, der 1993 eröffnete S-Bahnhof „Flughafen/Messe“ sowie der westliche und nordwestliche Teil des Flughafen-Geländes mit einem Teil des Vorfelds und der Rollwege.
Der südöstliche Teil des Flughafen-Geländes liegt auf der Gemarkung Bernhausen der Stadt Filderstadt, dazu gehört der Rest des Vorfelds, weitere Rollwege sowie die Start- und Landebahn in voller Länge, der militärische Teil des Flughafens, das Luftfrachtzentrum und der Tower.
Zum Stuttgarter Stadtbezirk Plieningen gehört ein schmaler Streifen im Norden entlang der A8, in dem unter anderem das General-Aviation-Terminal und die Feuerwache liegen. Östlich des Flughafentunnels wurde die A8 in den 1990er Jahren nach Norden verschwenkt, so dass hier ein größerer Teil des Flughafen-Geländes mit den dort angelegten Rollwegen zu Stuttgart gehört.
Im Osten des Flughafen-Geländes gehören kleine Flächen jeweils zu Neuhausen und zum Ostfilderner Stadtteil Scharnhausen.

## Verkehrsanbindung

### Fern- und Regionalbahnhof im Bau
Im Zuge des Projekts Stuttgart 21 in Verbindung mit der Schnellfahrstrecke Stuttgart–Wendlingen von Stuttgart nach Ulm ist mit dem Stuttgart Flughafen Fernbahnhof ein unterirdischer Fern- und Regionalbahnhof am Flughafen Stuttgart mit ICE-Verbindung in Bau. Mit Stuttgart 21 wird der Flughafen Stuttgart mit zahlreichen Umsteigemöglichkeiten zu einem internationalen Verkehrsknotenpunkt mit Flugverkehr, Hochgeschwindigkeitszügen, überregionalem und regionalem Bahnverkehr, S-Bahn, Stadtbahn, Busverkehr, Taxi und Autoverkehr in verschiedene Richtungen.

### S-Bahnverkehr
Der Bahnhof Stuttgart Flughafen/Messe an der Bahnstrecke Stuttgart-Rohr–Filderstadt kann mit den Stuttgarter S-Bahn-Linien S2 (Schorndorf–Stuttgart–Flughafen/Messe–Filderstadt) unter der Woche im 15-Minuten-Takt vom Stuttgarter Hauptbahnhof in 27 Minuten erreicht werden. In den Nebenverkehrszeiten, also am Wochenende und abends, fährt die S2 abwechselnd mit S3 (Backnang–Stuttgart–Stuttgart-Vaihingen–Flughafen/Messe) in einem 10/20-Minuten-Wechsel-Takt.
Der Flughafentunnel führt die S-Bahn unter der Landebahn hindurch weiter nach Filderstadt-Bernhausen. Seit 2023 wird an der Verlängerung von Bernhausen um ca. 4 km nach Neuhausen auf den Fildern gebaut.

### Stadtbahn

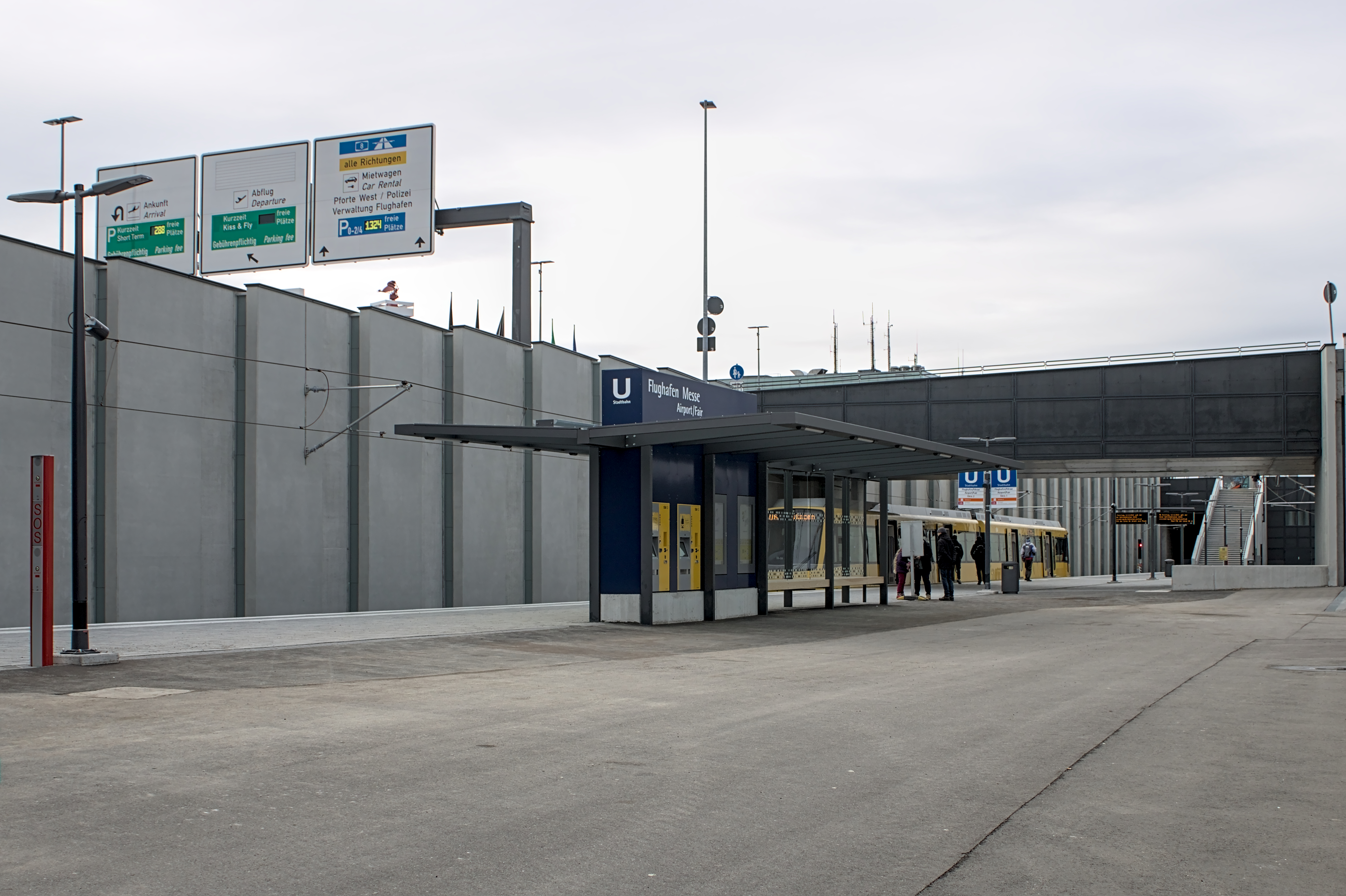
Haltestelle der Stadtbahn Flughafen/Messe

Die Stadtbahn U6 ist seit Ende 2021 im Betrieb und benötigt 32 Minuten von Stuttgart Hauptbahnhof. Sie fährt tagsüber im 10-Minuten-Takt. Für die Zeit nach der Eröffnung des Fernbahnhofs soll eine zusätzliche Stadtbahnverbindung U17 nach Vaihingen frühestens 2025 in Betrieb gehen.

### Busverkehr

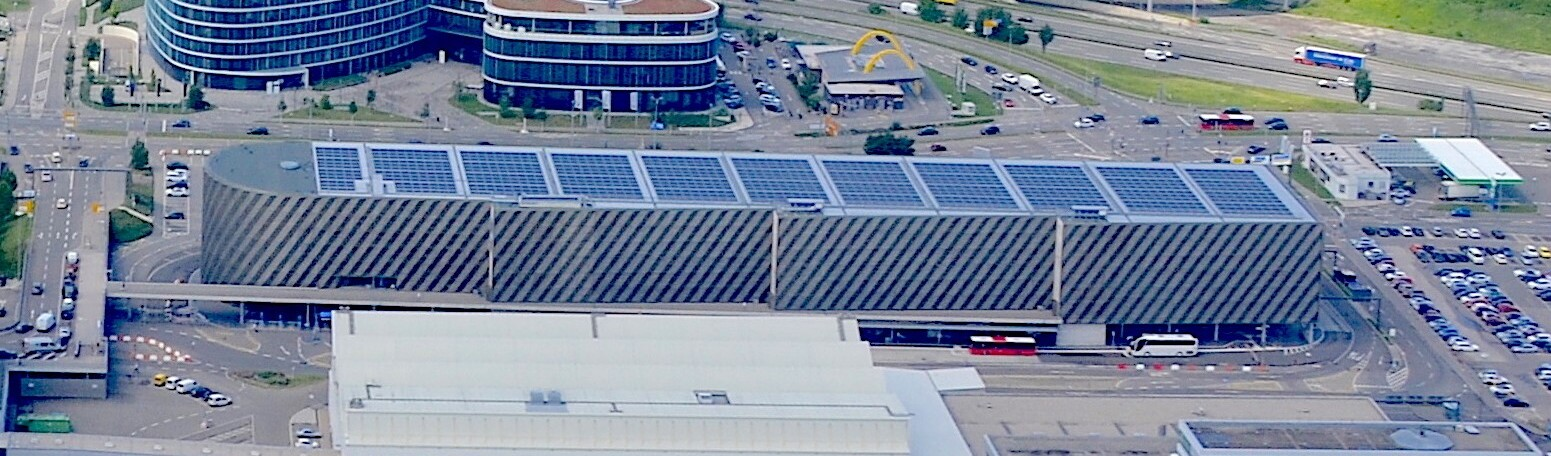
Luftbild des Stuttgart Airport Busterminals (2019)

Das Stuttgart Airport Busterminal (SAB) ist ein Busbahnhof mit 18 Bussteigen. Er wurde am 11. Mai 2016 eröffnet und befindet sich direkt neben den Flughafengebäuden. Die Bussteige 1 bis 3 bedienen den Nah- und Regionalverkehr. Die Bussteige 4 bis 18 bedienen den nationalen und internationalen Fernbuslinienverkehr sowie Gelegenheitsverkehr.
Nach einer Ausschreibung der Flughafen Stuttgart GmbH übernahm die SWEG gemeinsam mit ihrer Tochtergesellschaft Trapico am 1. Juli 2025 für mindestens fünf Jahre die operative Betriebsführung des Busbahnhofs.
Die FilderExpress-Buslinie 122 der GR Omnibus führt über Plieningen und Ostfildern nach Esslingen. Die von FMO betriebenen Buslinien 812 und 813 verbinden den Flughafen mit den umliegenden Orten Echterdingen, Stetten und Bernhausen, die Linie 828 führt vom Flughafen nach Tübingen, wobei manche Busse mit weniger Zwischenhalten als Airportsprinter (X82) verkehren. Seit dem 11. Dezember 2016 verbinden die Relex-Expressbuslinien X10 und X60 den Flughafen mit Kirchheim/Teck und Leonberg. Mit Ausnahme des Schnellbusses X3 der RSV, der vom Flughafen über Reutlingen nach Pfullingen verkehrt, gilt für alle Nahverkehrsmittel der VVS-Tarif. Verschiedene Fernbusunternehmen binden den Flughafen an das Fernbusnetz an.

### Autoverkehr

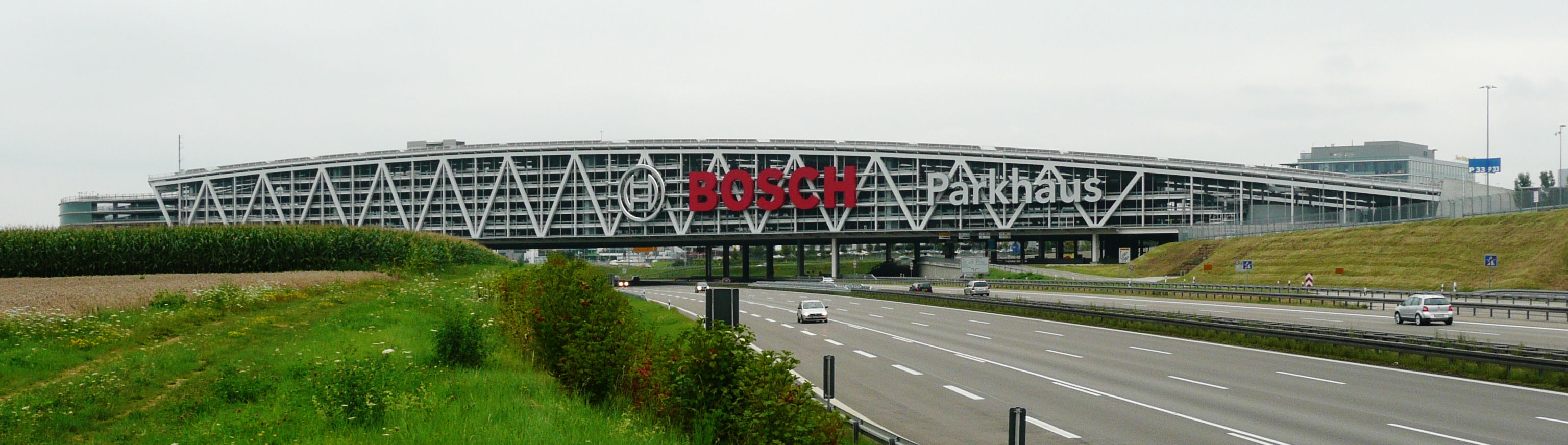
Das Bosch-Parkhaus überquert die Autobahn 8.

Unmittelbar nördlich des Flughafens verläuft die Bundesautobahn 8, welche die Städte Karlsruhe, Pforzheim, Stuttgart, Ulm, Augsburg und München verbindet. In unmittelbarer Nähe verläuft die autobahnähnlich ausgebaute Bundesstraße 27, die den Flughafen an die Stuttgarter Innenstadt, Tübingen und Reutlingen anbindet. Nicht weit davon verläuft die Autobahn A 81 am Autobahnkreuz Stuttgart mit Verbindung nach Süden in Richtung Singen. Ab der folgenden Verknüpfung, dem Dreieck Leonberg, verläuft die A81 nach Norden in Richtung Heilbronn und Würzburg.
Die Landebahn wird von einer Landesstraße, bis 31. März 2023 der nördliche Abschnitt der Bundesstraße 312, unterquert.
Das Bosch-Parkhaus und mehrere andere Parkhäuser bieten Parkmöglichkeit für Flughafen- und Messebesucher.

## Geschichte

### Vorgeschichte

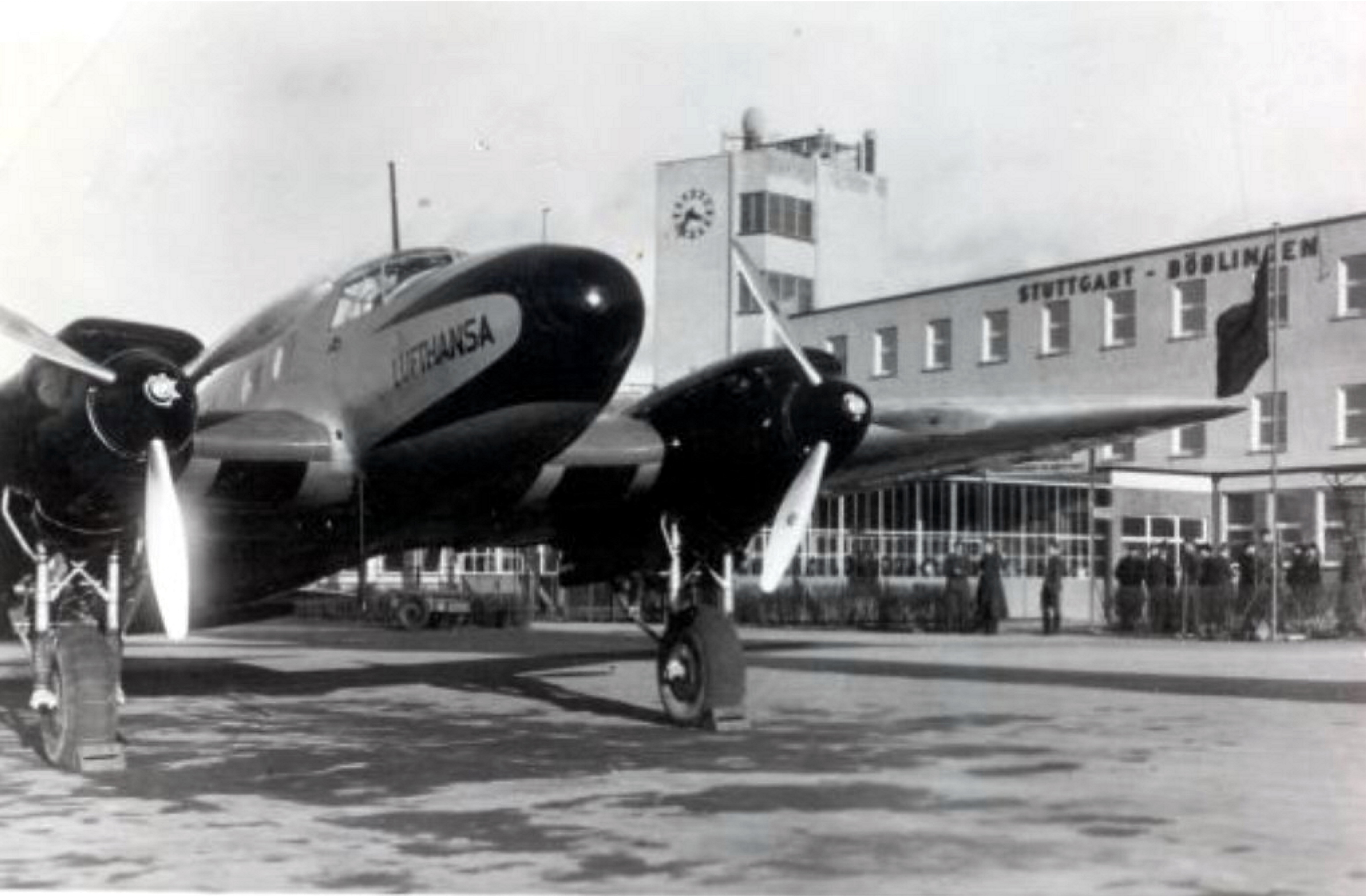
Heinkel He 111 vor dem Verwaltungs- und Empfangsgebäude Stuttgart-Böblingen (Architekten Bregler und Barthle)

Zu Beginn der Verkehrsluftfahrt diente der Cannstatter Wasen mehrere Jahre als Flugplatz und Zeppelin-Landeplatz der Stadt Stuttgart. Im Jahr 1911 startete Ernst Heinkel von hier mit einem selbstkonstruierten Flugzeug, 1919 wurde ein Landeplatz angelegt.
Von 1921 bis 1924 führte Paul Strähle vom Wasen aus Postflüge durch, ein regelmäßiger ziviler Flugbetrieb fand nicht statt.
Als erster ziviler Verkehrsflughafen im Stuttgarter Raum folgte der Flughafen Stuttgart-Böblingen, auf dem die erste planmäßige Landung am 20. April 1925 stattfand. Im Jahr 1935 nutzten 184.280 Passagiere den Flughafen Böblingen und die Kapazitätsgrenze war erreicht.

### Errichtung am heutigen Ort

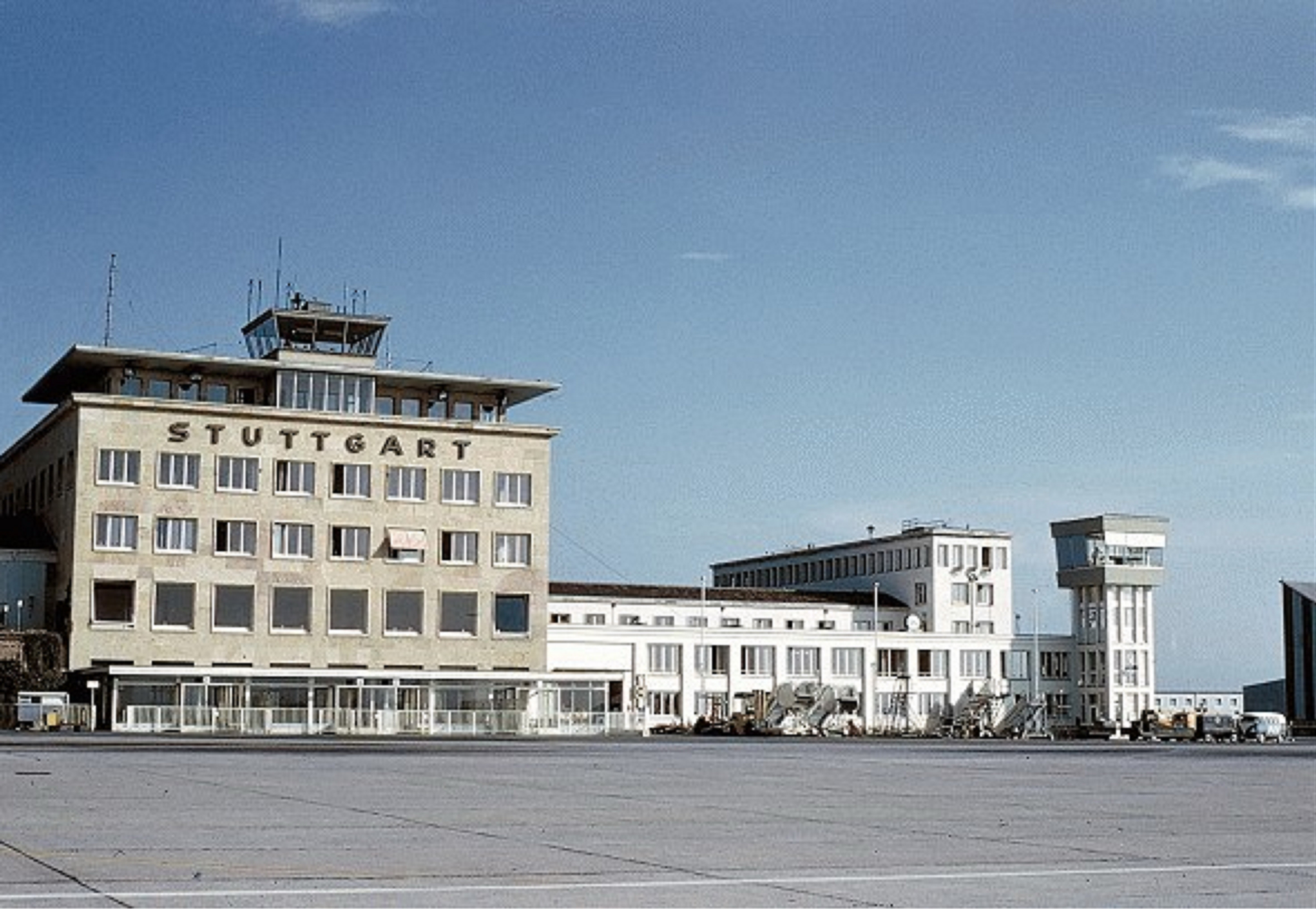
Flughafenempfangsgebäude Stuttgart (1938, Abriss 1999)

Nachdem die Kapazitätsgrenze erreicht war, wurde im März 1936 zunächst entschieden, den Flughafen nach Nellingen zu verlegen. Da das Nellinger Gelände sich Ende September als für den Instrumentenflug ungeeignet herausstellte, wurden weitere Standorte untersucht und schließlich das heutige Gelände bei Bernhausen ausgewählt. Im Dezember 1936 legte der Architekt Ernst Sagebiel einen ersten Entwurf für die Gebäude vor. Da er sie entgegen dem Wunsch der Flughafengesellschaft am nördlichen statt am südlichen Rand des Flughafengeländes platzierte, setzte sich statt der bisherigen Bezeichnung Flughafen Bernhausen in der Folge Flughafen Echterdingen durch.
Das an Position des heutigen Terminal 3 gelegene Abfertigungsgebäude wurde, nach einiger Diskussion, quer zum Rollfeld geplant und band landseitig einen Querriegel an, an den sich westlich ein Restaurant mit 2.500 Plätzen und eine bogenförmige, 952 Meter lange Besucherterrasse mit einer Kapazität von 50.000 Personen anschließen sollte. Charakteristisch für das Abfertigungsgebäude war eine lange Treppe, die durch eine Höhendifferenz von 5 Metern zwischen dem Eingang und dem Rollfeld nötig wurde.
Im April 1937 begannen die Bauarbeiten für den neuen Flughafen; durch die einsetzende Rationierung von Baumaterial konnte das angestrebte Fertigstellungsdatum Oktober 1938 jedoch nicht eingehalten werden. Erst im Februar 1939 konnte schließlich das Richtfest begangen werden. Zur für den September 1939 geplanten Eröffnung kam es durch den Beginn des Zweiten Weltkriegs nicht mehr. Die geschätzten Baukosten in Höhe von 18 Millionen Reichsmark (entspricht etwa einem heutigen Gegenwert von 94 Millionen Euro) lagen deutlich unterhalb der zeitgenössischen Projekte in München-Riem und Berlin-Tempelhof.

### Während des Zweiten Weltkriegs

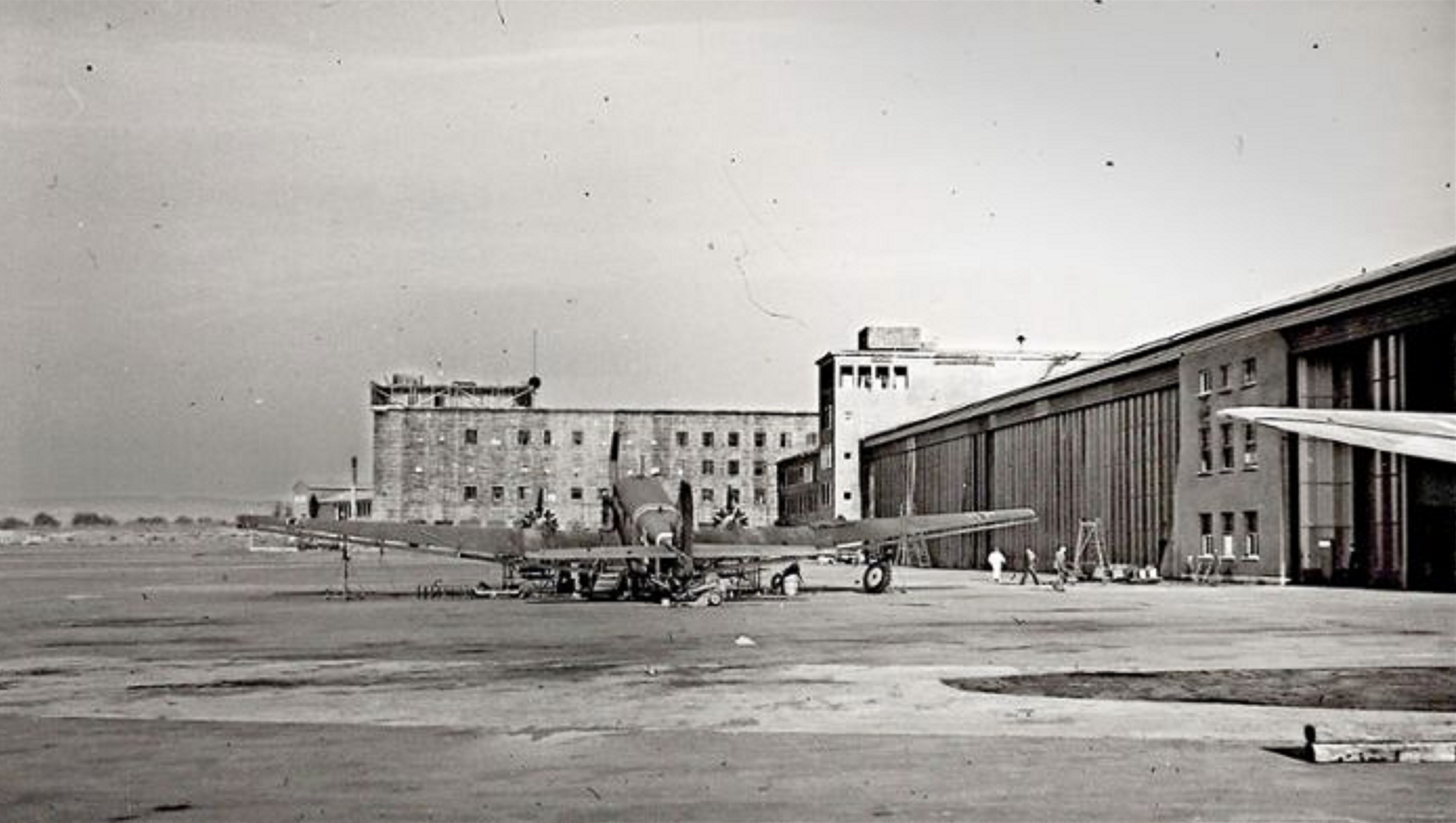
Wartungsarbeiten an Ju 52, Stuttgart als Einsatzhafen der Luftwaffe (ab 1939)

Die Luftwaffe übernahm den Flughafen am 18. August 1939, noch vor Kriegsausbruch, und errichtete zur Stationierung und Reparatur von Flugzeugen auf der Südseite zwölf Flugzeughallen. Daimler-Benz richtete eine Erprobungsstelle für Flugmotoren ein.
Im August 1940 wurde der Flughafen für zivile Flüge freigegeben, die aber unbedeutend blieben. Swissair flog als einzige ausländische Fluggesellschaft Stuttgart ab 1941 auf der Verbindung Zürich–Stuttgart–Berlin an. Ab Februar 1943 entfiel der Weiterflug nach Berlin, und nachdem am 9. August 1944 eine Douglas DC-2 der Swissair bei einem amerikanischen Luftangriff auf den Flughafen zerstört wurde, stellte die Swissair auch die Verbindung Zürich–Stuttgart zum 17. August 1944 ein.
Die Lufthansa konnte die Linie Berlin–Stuttgart–Barcelona–Madrid–Lissabon noch bis zum 27. September 1944 aufrechterhalten, bis ein Flugzeug vom Typ Focke-Wulf Fw 200 auf dem Weg nach Barcelona bei Dijon abgeschossen wurde.
Die Luftwaffe flog ab Herbst 1939 vom Flughafen Stuttgart aus Aufklärungseinsätze nach Frankreich, ab 10. Mai 1940 zusätzlich Bombereinsätze. Im Jahr 1942 wurde die bisherige Start- und Landebahn aus Gras durch eine Betonpiste mit 1.425 Metern Länge ersetzt. In den späteren Kriegsjahren waren am Flughafen Stuttgart vor allem Jagdflugzeuge und Nachtjäger zur Abwehr gegnerischer Bomberverbände stationiert. Der Flughafen selbst wurde ab Mai 1942 wiederholt bombardiert, ohne nennenswert beschädigt zu werden. Am 14. August 1944 wurden beim einzigen großen Angriff auf den Flughafen von amerikanischen Bombern etwa 300 Brand- und Sprengbomben abgeworfen, dabei wurde unter anderem die Landebahn unbrauchbar.
Die folgende Tabelle zeigt eine Auflistung ausgesuchter fliegender aktiver Einheiten (ohne Schul- und Ergänzungsverbände) der Luftwaffe, die hier zwischen 1939 und 1945 stationiert waren.
| Von           | Bis            | Einheit                                                      | Ausrüstung                                        |
| ------------- | -------------- | ------------------------------------------------------------ | ------------------------------------------------- |
| 1939          | 1940           | 4.(F)/Aufkl.Gr. 121 (4. Staffel der Aufklärungsgruppe 121)   |                                                   |
| Juni 1940     | Juni 1940      | II./KG 51 (II. Gruppe des Kampfgeschwaders 51)               | Junkers Ju 88A                                    |
| Dezember 1940 | Januar 1941    | Stab, I./StG. 3 (I. Gruppe des Sturzkampfgeschwaders 3)      | Junkers Ju 87B                                    |
| Dezember 1941 | Januar 1942    | I./StG. 2                                                    | Junkers Ju 87B                                    |
| Oktober 1943  | September 1944 | II./NJG 6 (II. Gruppe des Nachtjagdgeschwaders 6)            | Messerschmitt Bf 110F-4, Messerschmitt Bf 110G-4  |
| Dezember 1944 | April 1945     | Stab, IV./JG 53 (Stab und IV. Gruppe des Jagdgeschwaders 53) | Messerschmitt Bf 109G-14/AS                       |
| Januar 1945   | April 1945     | I./NJG 11                                                    | Messerschmitt Bf 109G-6, Messerschmitt Bf 109G-14 |
| Januar 1945   | April 1945     | Kdo. Olga der I./KG 200                                      |                                                   |

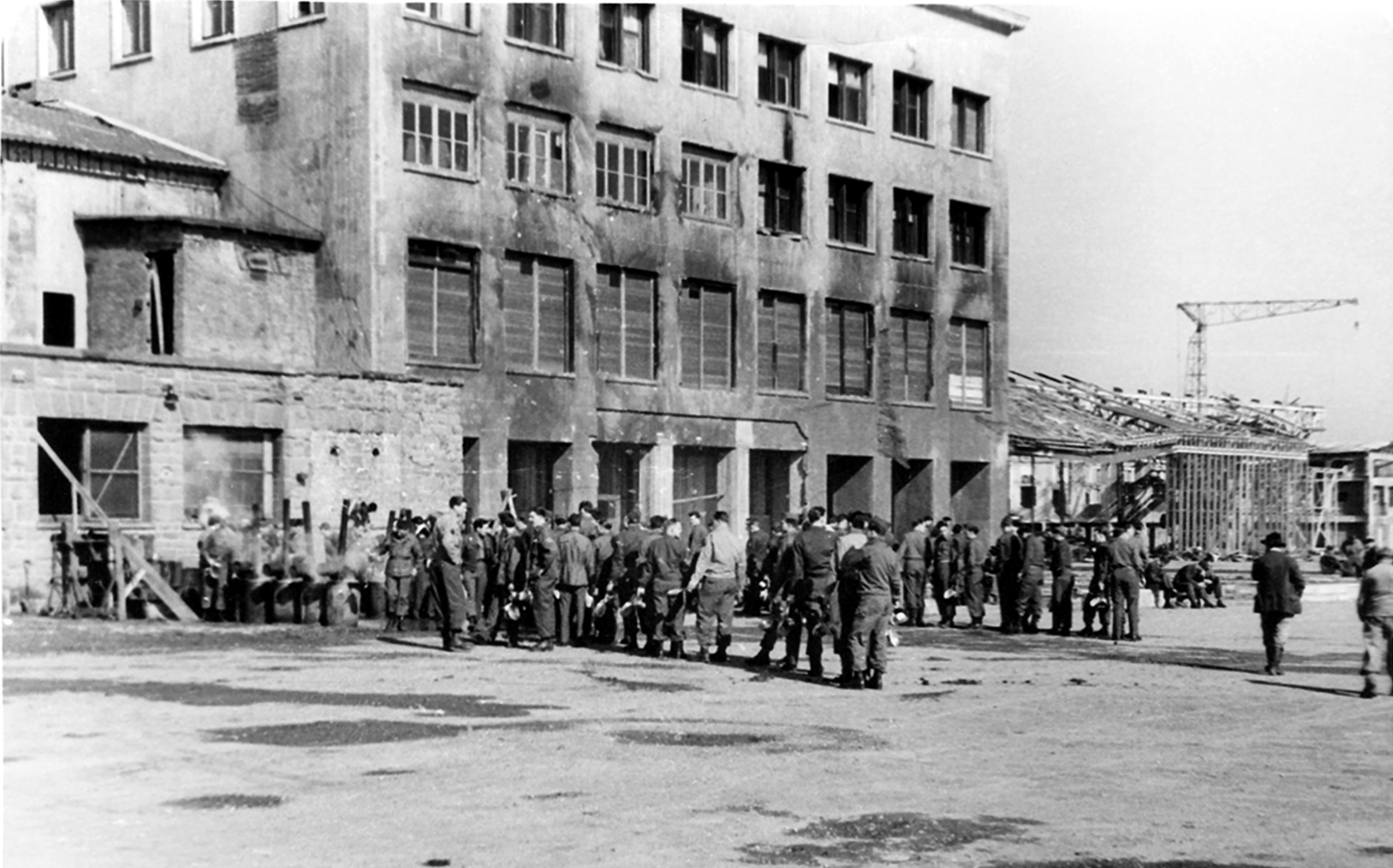
Soldaten der US-Armee-Einheiten stehen vor dem Hauptterminal zur Essenausgabe an.

Von November 1944 bis Januar 1945 war auf dem Gelände des Flughafens das KZ Echterdingen eingerichtet, eine Außenstelle des KZ Natzweiler-Struthof. Etwa 600 jüdische Häftlinge wurden in einem Hangar gehalten und zur Arbeit auf dem Gelände und in der Umgebung gezwungen. Sie mussten Bombentrichter verfüllen, im Steinbruch arbeiten und Straßen vom Flughafen zur Autobahn bauen, um diese als Start- und Landebahn zu nutzen. Von den Männern starben 119 an den unmenschlichen Bedingungen im Lager; 34 Opfer des KZ Echterdingen sind auf dem heutigen Gelände der US-Army beigesetzt. Um den Flugbetrieb aufrechtzuerhalten, wurden zudem während der Kriegsjahre vermutliche mehrere tausend Fremd- und Zwangsarbeiter eingesetzt, deren genaue Schicksale schwer zu rekonstruieren sind.
Spätestens ab Januar 1945 war eine Nutzung des Flughafens aufgrund der permanenten Angriffe nicht mehr möglich, endgültig wurde der Betrieb jedoch erst Anfang April 1945 eingestellt. Der damalige Direktor Lothar Zobel schrieb: „Was nicht durch Luftangriffe zerstört war, sollte dem Zerstörungswahnsinn zum Opfer fallen. Das Schmählichste war zum Schluss die Freigabe des nicht der Luftwaffe gehörenden Flughafens zur Plünderung.“
Das Flughafengelände wurde Mitte April 1945 von der französischen Armee erobert und später von der US Army übernommen; der Flugplatz wurde von den Alliierten als Advanced Landing Ground ALG R-50 bezeichnet (siehe auch Vorgeschobener Landeplatz). Die US Army unterhält noch heute einen Stützpunkt auf der Südseite des Flughafens.

### Wiederaufnahme des Flugbetriebs

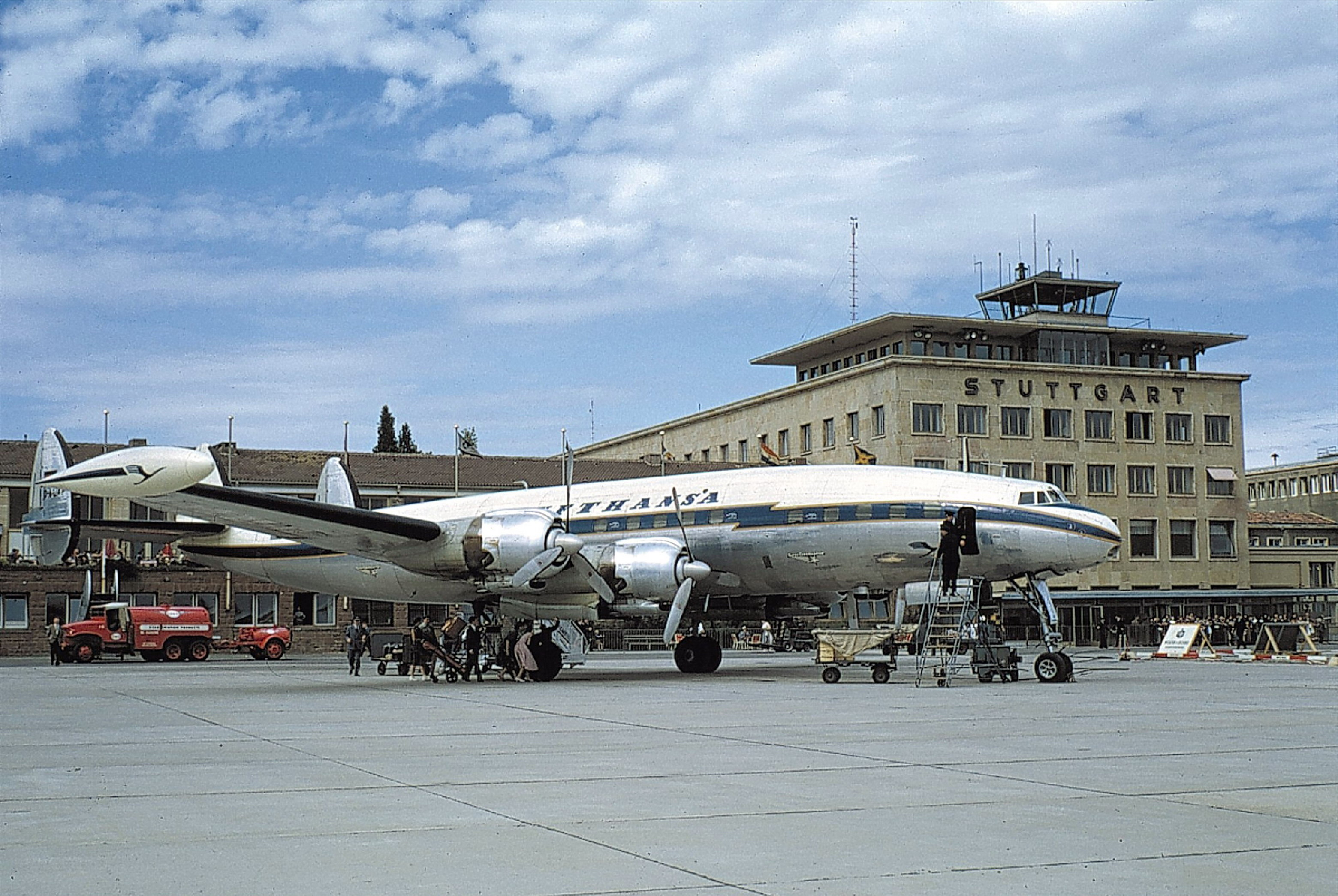
Eine der beiden Lockheed Super Constellation mit denen die Lufthansa 1955 den Flugbetrieb wieder aufnahm

Eine Douglas DC-3 der Swissair landete im August 1948 als erstes ziviles Flugzeug nach dem Zweiten Weltkrieg. An Bord waren 3.325 Kilogramm Kupferdraht des „Hilfskomitees Zürich für Stuttgart“ für das Katharinenhospital und die Frauenklinik. Am 3. Oktober 1948 nahm Pan American ebenfalls mit einer DC-3 den regelmäßigen Flugverkehr mit der dreimal wöchentlich beflogenen Strecke London-Stuttgart-Wien wieder auf. Im selben Jahr begannen auch SAS und KLM, Linienverbindungen nach Stuttgart anzubieten, im Mai 1949 folgte die Swissair mit regelmäßigen Flügen. Ebenfalls 1949 erfolgte die Übergabe des Flughafens in deutsche Verwaltung.
Im Jahr 1951 wurde der Flughafen ausgebaut: Ein Kontrollturm wurde gebaut und die Piste von 1400 m auf 1800 m verlängert. Auch die erste nach dem Krieg in der Bundesrepublik Deutschland gegründete Fluggesellschaft, Südflug International, hatte ihre Basis von 1952 bis 1969 am Flughafen Stuttgart. Nachdem bis dahin nur ausländische Fluggesellschaften zugelassen waren, kehrte 1955 die Lufthansa zurück nach Stuttgart. 1959 wurde begonnen, das Gelände östlich des Flughafens aufzuschütten, um so eine Verlängerung der Start- und Landebahn zu ermöglichen. Dabei wurde die Straße von Plieningen nach Bernhausen, die ehemalige Bundesstraße 312, in einen Tunnel unter dem Flughafengelände verlegt. 1961 wurde die auf nunmehr 2250 m verlängerte Bahn mit der erstmaligen Landung einer Boeing 707 der Lufthansa eingeweiht.

### Diskussion um einen Neubau bzw. Ausbau zum Großflughafen

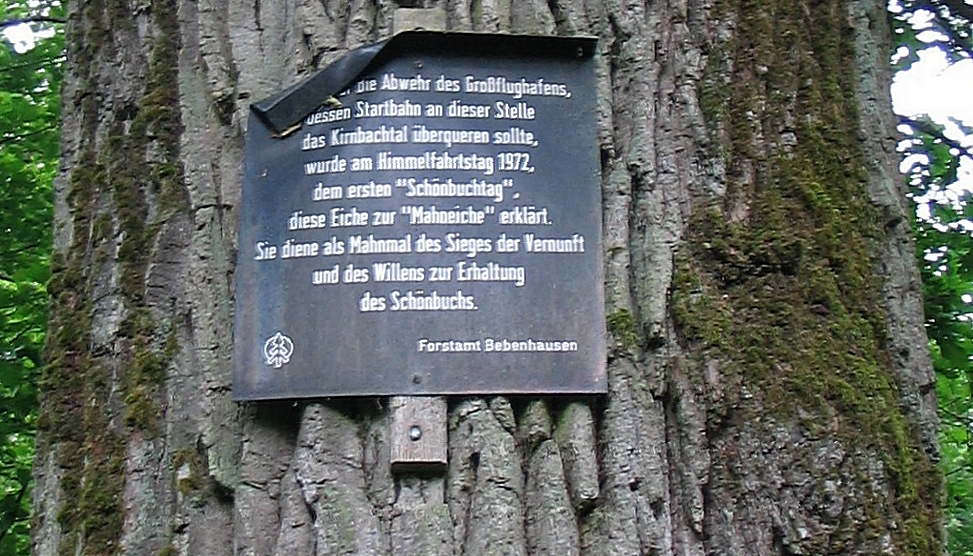
Tafel an der „Mahneiche“ gegen den Flughafenbau im Schönbuch

Ende der 1960er Jahre gab es Pläne, den Stuttgarter Flughafen zu einem internationalen Großflughafen auszubauen. In einem im Auftrag der Stadt Stuttgart erstellten Gutachten kam der Stuttgarter Professor Carl Emil Gerlach zu dem Schluss, dass dies am zweckmäßigsten durch eine Erweiterung am Standort Echterdingen zu realisieren sei. Dabei wäre unter anderem die damals bestehende Start- und Landebahn von 2600 auf 4300 Meter verlängert worden, eine zweite Startbahn parallel zur ersten gebaut worden, so wie eine dritte Start- und Landebahn mit einer Länge von 2700 Metern diagonal zur ersten und der geplanten Parallelbahn gebaut worden. Ebenso war die Verlegung der Autobahn nach Norden vorgesehen. Im Endausbau war eine Flughafenfläche von 1.000 Hektar vorgesehen (Zum Vergleich: der Flughafen München hat eine Fläche von 1.600 Hektar) Aufgrund der erwarteten Lärmbelastung bildeten Anlieger eine Schutzgemeinschaft, die knapp 7000 Mitglieder umfasste. In einem Gutachten, das im Auftrag von Bewohnern der Anliegergemeinden erstellt wurde, schlug Walter Rossow 1969 vier Alternativstandorte bei Herrenberg, auf dem Truppenübungsplatz Münsingen, im Gebiet des dafür zu ebnenden Geissbergs bei Friolzheim und im Schönbuch in der Nähe von Tübingen vor. Auch an den Alternativstandorten regte sich Widerstand, an den heute unter anderem ein als „Mahneiche“ bezeichnetes Mahnmal im Schönbuch erinnert. 1973 entschied der damalige Ministerpräsident Hans Filbinger, diese Pläne nicht weiter zu verfolgen mit der Begründung, dass Stuttgart keinen Großflughafen brauche. Filbinger verwies dabei auf die nahe gelegenen Flughäfen in Frankfurt, München und Zürich, die von der Stuttgarter Bevölkerung überwiegend genutzt würden.

### Erster Terminalausbau
Im Jahr 1970 wurden am Flughafen Stuttgart bereits bis zu 20.000 Passagiere und sonstige Besucher pro Tag gezählt. Um diese Ströme besser zu kanalisieren, wurde das Terminalgebäude durch den Einbau einer Zwischendecke in einen Ankunft- und einen Abflugbereich unterteilt. Um den auf der oberen Ebene gelegenen Ankunftsbereich mit dem Vorfeld zu verbinden, wurde gleichzeitig ein Steg errichtet, der von nun an die luftseitige Fassade des Gebäudes prägte.

### Modernisierung von Landebahn und Terminalgebäuden

#### Verlegung und Verlängerung der Landebahn

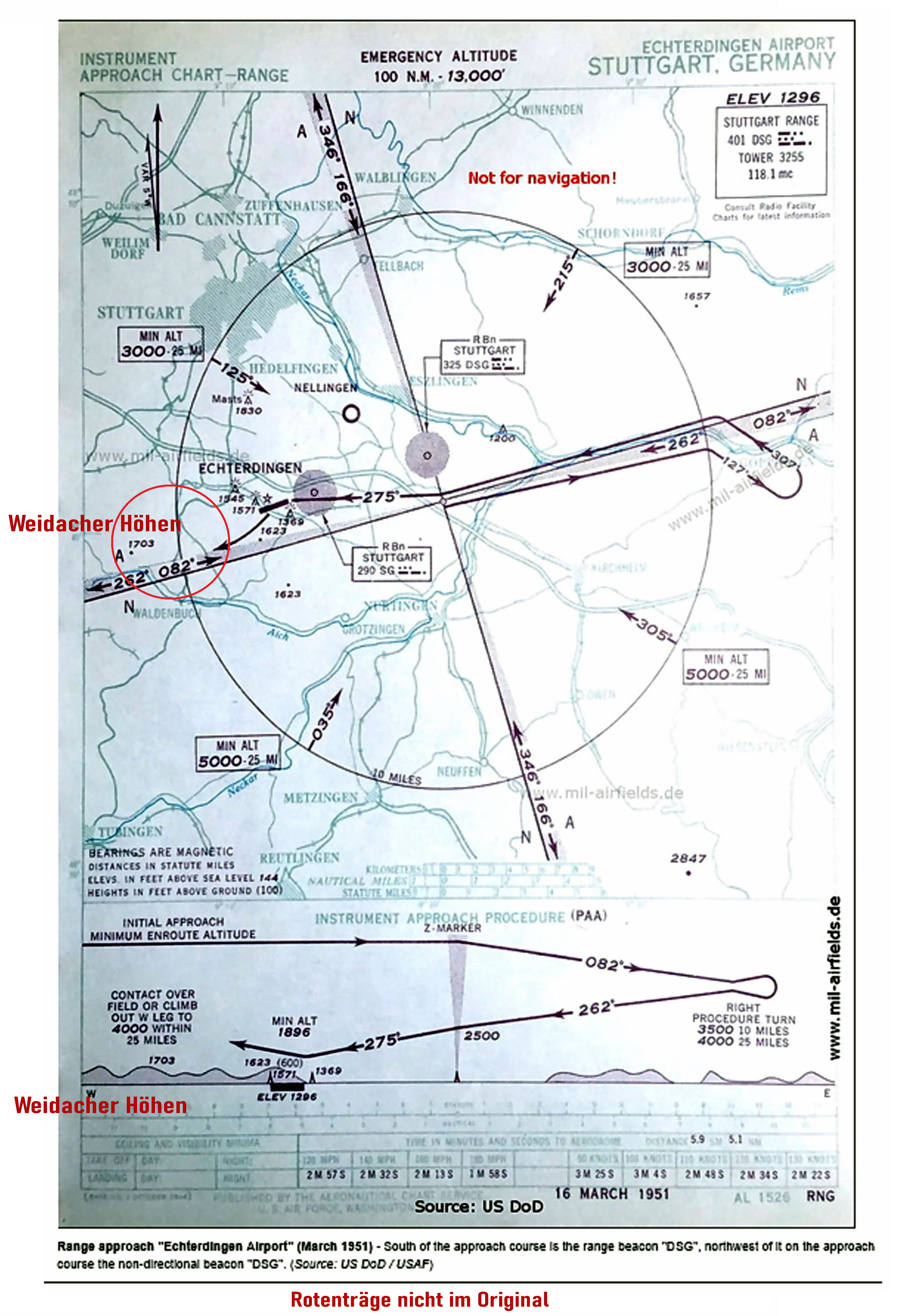
Instrumentenanflug von Osten (1951) mit der Weidacher Höhe

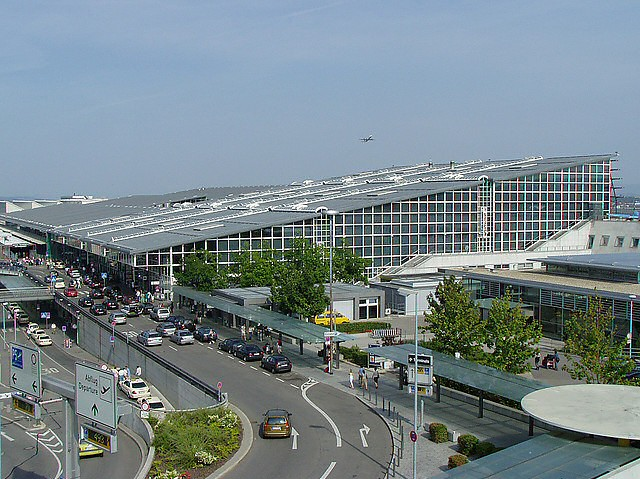
Blick von Westen auf Terminal 1 (2003)

Die im Westen des Flughafens südlich von Echterdingen gelegene Weidacher Höhe war jahrzehntelang ein Problem für die Luftfahrt in Stuttgart, insbesondere bei der aufgrund der typischen Windverhältnisse häufigsten Startrichtung nach Westen (Startbahn 25). Der Start der meisten Flugzeugmuster war in Richtung Westen nur mit eingeschränktem Höchstabfluggewicht möglich. Im Nordosten grenzte die Bundesautobahn 8 an den Flughafen. So war durch Höhenzug sowie Autobahn die Lage und Länge der Startbahn bis 1995 auf 2550 m begrenzt.
In den 1990er Jahren wurde im Rahmen des sechsstreifigen Ausbaus der A 8 deren Trasse nach Norden verlegt. Dadurch entstand am östlichen Ende des Flughafens Spielraum für eine Verlegung und Verlängerung der Landebahn nach Osten. Von 1993 bis 1996 wurde bei laufendem Betrieb der Flughafen komplett umgebaut, inklusive Flugvorfeld und einer Landebahn-Verlängerung im Osten. Im Spätsommer 1995 wurde der Flugbetrieb mit großen Maschinen für zwei Monate eingestellt, kleinere Flugzeuge mit weniger als 224 km/h Anfluggeschwindigkeit konnten auf der 1625 m langen Rollbahn Süd nördlich der eigentlichen Landebahn verkehren. Im Westen wurden ca. 750 m der alten Landebahn ersatzlos abgerissen, der östliche 1800 m lange Teil wurde an gleicher Stelle neu gebaut und mit der Ostverlängerung verbunden.
Am 24. Juni 1996 wurde die jetzt auf 3345 m verlängerte Start- und Landebahn für den Flugverkehr freigegeben. Zu diesem Zweck wurden große Wiesen und Felder sowie Feuchtgebietbiotope planiert. Die frühere Situation hat sich seither deutlich entschärft, allerdings unterliegen die Starts Richtung Westen weiterhin Einschränkungen, die sich aber nur noch auf einzelne Flüge auswirken, insbesondere Langstreckenverbindungen. Dies ermöglichte, dass Delta Air Lines, die seit 1986 ihre Verbindung zum Drehkreuz am Flughafen Atlanta nur per Zwischenlandung anbieten konnte, seither Nonstop-Linienflüge im Transatlantik-Verkehr auch ab Stuttgart anbieten konnte.

#### Instrumenten-Landesystem
Um auf der neuen Bahn auch Landungen bei schlechter Witterung zu ermöglichen, wurde 1997 ein Instrumentenlandesystem und Anflüge nach der Allwetterflugbetriebsstufe CAT III b in Betrieb genommen.

#### Abfertigungsgebäude

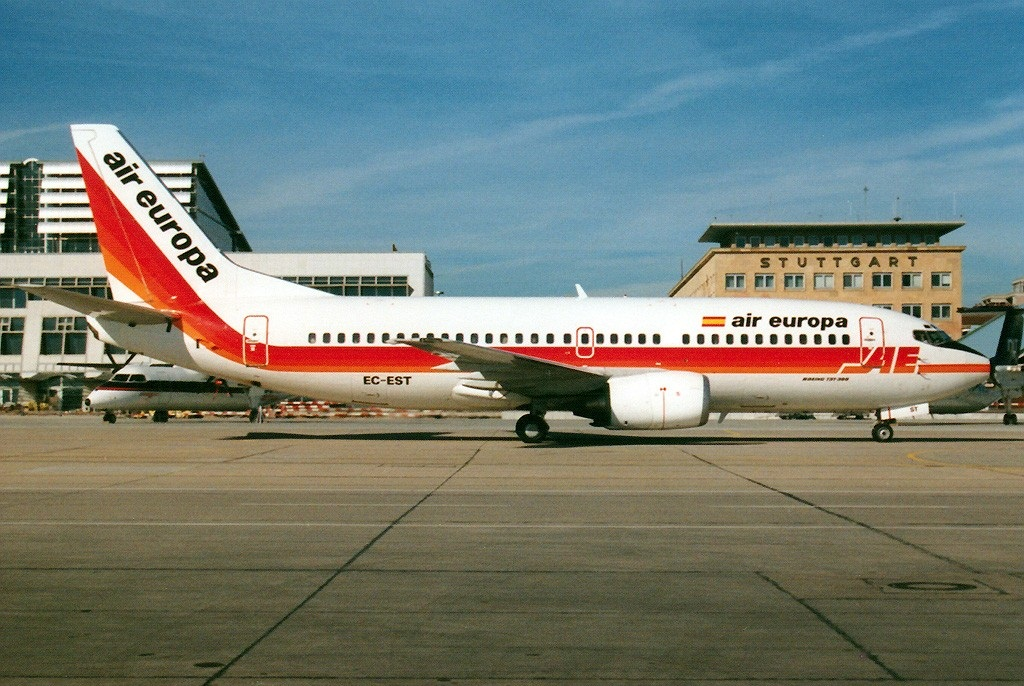
Boeing 737-300 der Air Europa 1991 auf dem Flughafen Stuttgart. Rechts das zwischenzeitlich als Terminal 3 bezeichnete alte Empfangsgebäude, links das neue Terminal 1

Nachdem in den 1980er Jahren erstmals 3 Millionen Passagiere pro Jahr befördert worden waren, war das bisher einzige Terminal an die Grenzen seiner Kapazität gelangt. 1986 wurde mit dem Terminal 1 ein erster Neubau in Angriff genommen, der 1991 eingeweiht werden konnte. Die mehrfach ausgezeichnete stählerne Baumstrebenkonstruktion ist inzwischen zum Markenzeichen des schwäbischen Flughafens geworden. Sämtliche Ankünfte konnten nun über das neue Terminal abgewickelt werden, so dass der 1970 errichtete Steg vor dem zwischenzeitlich als Terminal 3 bezeichneten alten Empfangsgebäude abgebrochen werden konnte.
Am 13. Januar 1999 wurde ein neuer Hangar der Lufthansa Technik eröffnet. Er ist zusammen mit dem baugleichen Hangar der DC Aviation der größte Hangar auf dem Flughafengelände. Ebenfalls 1999 ersetzte der neue Tower den bisherigen auf dem Dach des Terminal 3.
Als nächste Ausbaustufe wurde am 2. Mai 2000 das Terminal 4 eröffnet. Aus Kapazitäts- und Brandschutzgründen wurde im selben Jahr mit dem Abriss des alten Terminal 3 begonnen. Das neue Terminal 3 wurde dem Design des Terminal 1 angeglichen. Mit der Eröffnung des Gebäudes am 26. März 2004 wurde schließlich der heutige Ausbauzustand erreicht. Bereits am 7. Januar 2002 war das neue Luftfrachtzentrum auf der Südseite fertiggestellt worden.

#### Weiterer Ausbau
Der Flughafen rechnete im Jahr 2016 mit einer Zunahme der Passagierzahlen von drei Prozent. Weiteres Wachstum führe, bei einer durchschnittlichen Belegung von 104 Passagieren je Flugzeug, zu zusätzlichen Flugbewegungen. Die Terminals des Flughafens haben eine Kapazität von 12 Millionen Passagieren pro Jahr. In einer Machbarkeitsstudie ließ der Flughafen Ende 2015 geeignete Standorte für zusätzliche Abfertigungskapazitäten untersuchen.

#### Sanierung der Start- und Landebahn 2020
Der östliche, in den 1990ern errichtete Teil der Start- und Landebahn erhielt 2020 einen neuen Belag. Dazu sollte der nutzbare Bereich der Piste vom 23. April bis 20. Mai auf 1.965 Meter verkürzt und danach bis zum 17. Juni auf 2.475 Meter. In der ersten Bauphase waren Flüge zu Zielen in einem Umkreis von etwa 1.400 Kilometern möglich, darunter zu den meisten europäischen Drehkreuzen. In der zweiten Phase waren Ziele in einem Umkreis von 2.800 Kilometern erreichbar, so dass nur wenige Flüge entfallen. Die Delta-Flüge nach Atlanta konnten im gesamten Zeitraum nicht durchgeführt werden. Aufgrund des während der COVID-19-Pandemie ohnehin stark eingeschränkten Flugverkehrs wurde beschlossen, die Bauarbeiten vorzuziehen und bereits am 6. April beginnen zu lassen. Bis zum 22. April war die Start- und Landebahn voll gesperrt und der Betrieb am Flughafen, von Hubschraubern abgesehen, vollständig eingestellt, danach folgten die geplanten Teilsperrungen bis zum 17. Juni.

## Flughafenanlagen

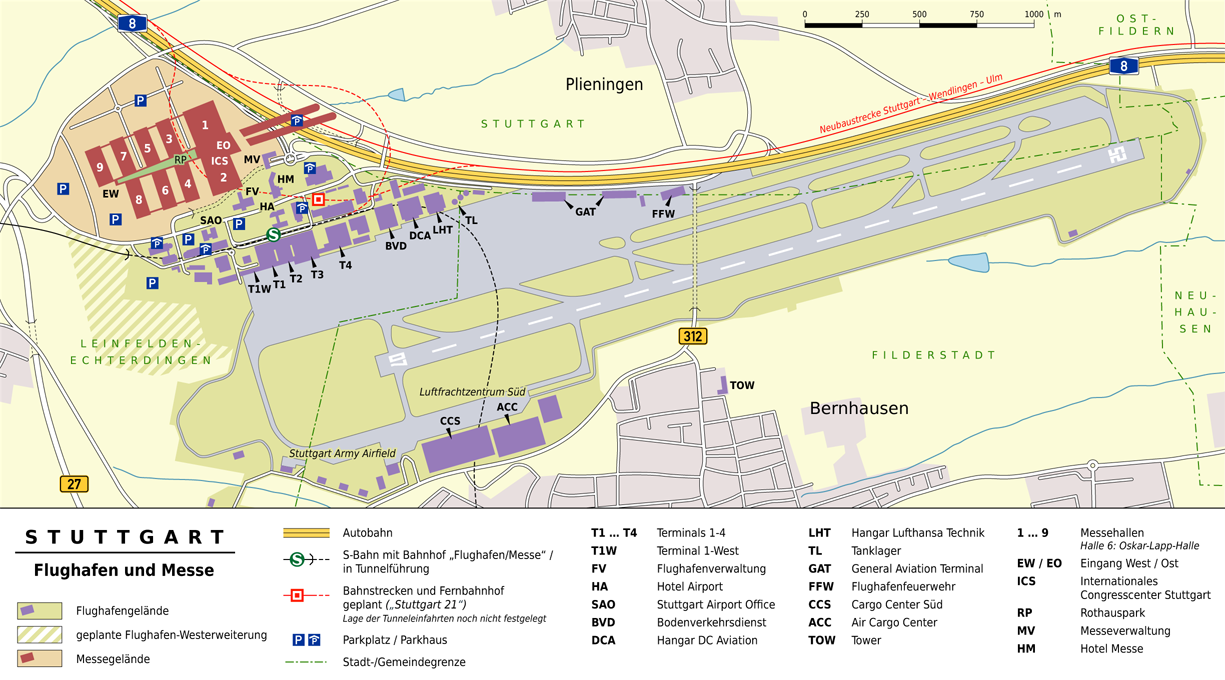
Karte des Flughafens und der Messe Stuttgart

### Start- und Landebahn
Der Flughafen verfügt über nur eine Start-/Landebahn. Sie ist betoniert, verläuft 3345 Meter etwa in Ost-West-Richtung und ist 45 Meter breit, sie weist ein Gefälle in östlicher Richtung auf. Die beiden Rollbahnen N und S verlaufen nördlich der Start-/Landebahn. Aus Richtung Osten kann die Start/Landebahn 25 auf ihrer vollen Länge für Landungen genutzt werden. Starts Richtung 25 sind auf 3045 m eingekürzt. Aus Richtung Westen ist die Schwelle der Landebahn 07 aufgrund der Weidacher Höhe um 300 m versetzt.

### Terminals

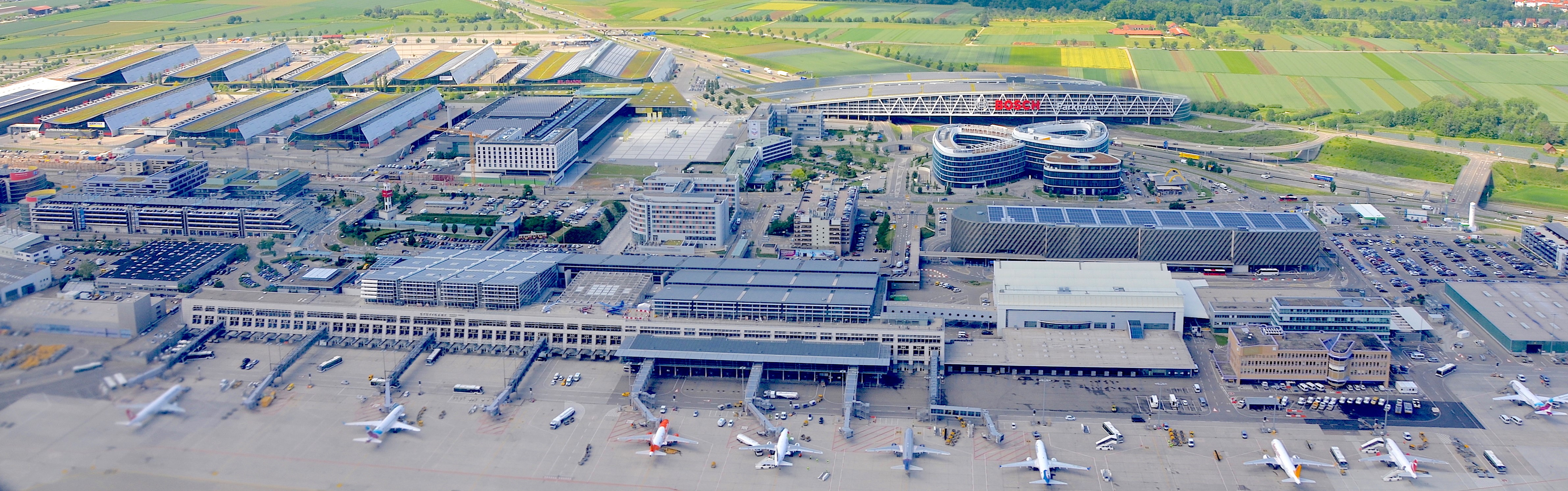
Luftaufnahme vom Juni 2019. Hinter dem Gebäuderiegel mit den Fluggastbrücken von links nach rechts: Terminal 1 West (kleines Flachdach mit Aufsatz), Terminal 1, Terminal 2 (kleineres, niedriges Flachdach), Terminal 3 und Terminal 4 (helles Gebäude). Hinter dem Terminal 1 die Messe, hinter dem Terminal 4 das Busterminal und das Skyloop-Gebäude. Weitere Annotierungen dazu auf Commons.

Der Flughafen Stuttgart verfügt über drei Terminals mit eigenen Gates (T1, T3 und T4) und zwei weitere Terminals, die lediglich für den Check-in genutzt werden (T1 West und T2). Die Entwürfe für die Passagierterminals 1 (1980), 2 (1991) und 3 (1998) stammen jeweils vom Hamburger Büro gmp des Architekten Meinhard von Gerkan. Die Beauftragung erfolgte über 1. Preise bei beschränkten Architekturwettbewerben.

#### Terminal 1

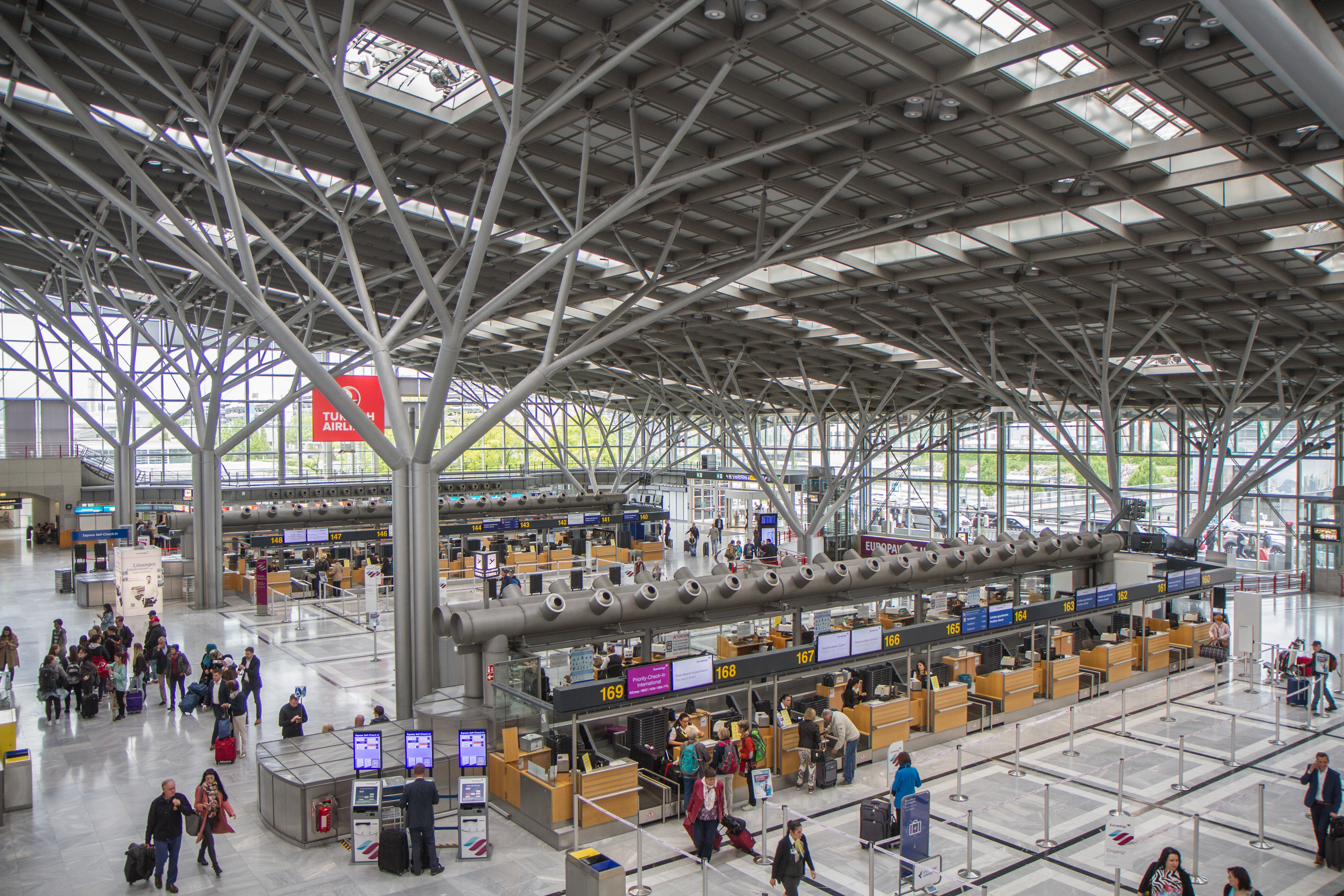
Terminal 1 Innenansicht

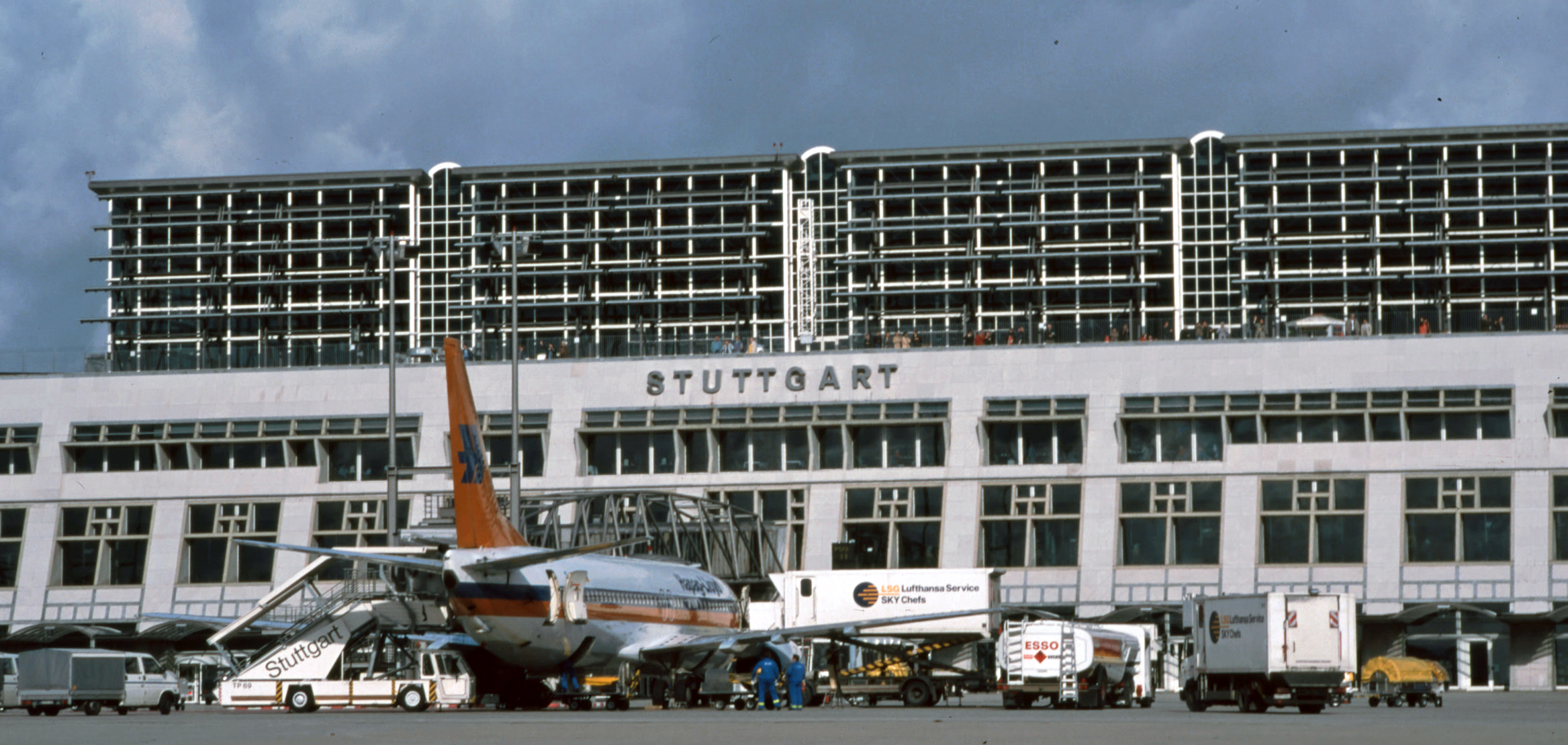
Terminal 1 Außenansicht von Süden (Flugzeugstellfläche)

Terminal 1 wurde 1991 nach fünf Jahren Bauzeit in Betrieb genommen. Der Neubau war der erste Teil einer Reihe von Um- und Neubauten. In seiner funktionalen Aufteilung ist es dem später von gmp entworfenen Terminal 2 des Flughafens Hamburg ähnlich,. Ziel war ein Flughafen mit kurzen Wegen und einfacher Orientierung. Die Architektur des Gebäudes wurde mit dem Deutschen Stahlbaupreis 1992 ausgezeichnet. Auffälligstes Element sind die das Dach tragenden charakteristischen Stützen. Sie verzweigen sich mehrfach und bilden so eine analoge Gestalt zu Bäumen. Zwischen den geschlossenen Feldern über den Stützpunkten der »Bäume« liegen Glasoberlichter mit einem besonderen Lichtprismensystem.
Das Terminal 1 gliedert sich in insgesamt fünf Ebenen. Im Untergeschoss befindet sich auf der Ebene 1 der 1993 eröffnete Flughafenbahnhof der S-Bahn Stuttgart. Auf Ebene 2 werden Ankünfte abgewickelt, hier befindet sich eine Gepäckausgabe sowie luftseitig 20 Gates für das Boarding mit Vorfeldbussen. Auf der Ebene 3 stehen insgesamt 37 Check-in-Schalter zur Verfügung, an die sich unmittelbar der sicherheitsüberprüfte Bereich mit vier Fluggastbrücken und weiteren 17 Gates für das Boarding über die Fluggastbrücken und mit Vorfeldbussen anschließt. Um die Verkehrsströme zu entzerren, verfügen sowohl Ebene 2 als auch Ebene 3 über einen landseitigen Straßenanschluss. Oberhalb des sicherheitsüberprüften Bereichs befinden sich auf den Ebenen 4 und 5 frei zugängliche Einkaufs- und Gastronomieangebote, darunter befand sich bis 2020 das europaweit einzige Restaurant an einem Flughafen, das mit einem Stern im Guide Michelin ausgezeichnet war.
Von 2007 bis 2009 wurde das Terminal umfassend renoviert, dabei wurden unter anderem eine moderne Gepäckförderanlage ähnlich der im Terminal 3 installiert und die bisherigen Fallblattanzeiger der Informationstafeln durch Flüssigkristallbildschirme ersetzt. Die 25 Jahre alten Fluggastbrücken wurden im März 2019 ersetzt.
Das Terminal wird im Jahr von 2,2 Millionen Abflug-Passagieren genutzt und 2,5 Millionen in der Ankunft, ausgelegt ist es für 3,5 Millionen Passagiere pro Jahr. Hauptnutzer des Terminals ist Eurowings. Weiter nutzen Turkish Airlines und AJet, Air Serbia und Aeroflot Terminal 1.

#### Terminal 1 West
Das Terminal 1 West, auch als Terminal 0 bezeichnet, wurde 1998 westlich von Terminal 1 eröffnet, um Engpässe in den Spitzenzeiten zu beseitigen. Im Terminal 0 befinden sich neun Check-in-Schalter, Abflug und Ankunft werden über die anderen Terminals abgewickelt. Seit dem Sommerflugplan 2019 wird das Terminal 1 West durch Laudamotion genutzt. Gleichzeitig wurde eine dem Terminal 1 West zugeordnete Sicherheitskontrollstelle am westlichen Ende des Terminal-1-Gatebereichs eingerichtet.

#### Terminal 2
Das Terminal 2 wurde von 1991 bis 1993 errichtet und lehnt sich an das zuvor fertiggestellte Terminal 1 an, von dem es durch eine schmale Glashalle getrennt ist. Im Terminal 2 stehen neun Check-in-Schalter zur Verfügung, die im Jahr von 300.000 Passagieren genutzt werden. Das Terminal 2 verfügt über keine Gates, Abflug und Ankunft werden über die Terminals 1 und 3 abgewickelt. Neben der regulären Sicherheitskontrollstelle steht eine Fast Lane für Passagiere bestimmter Buchungsklassen oder Inhaber eines Vielfliegerstatus zur Verfügung. Seit 2014 werden vor allem die Flüge von Lufthansa, Austrian Airlines und Swiss International Airlines im Terminal 2 abgefertigt.

#### Terminal 3

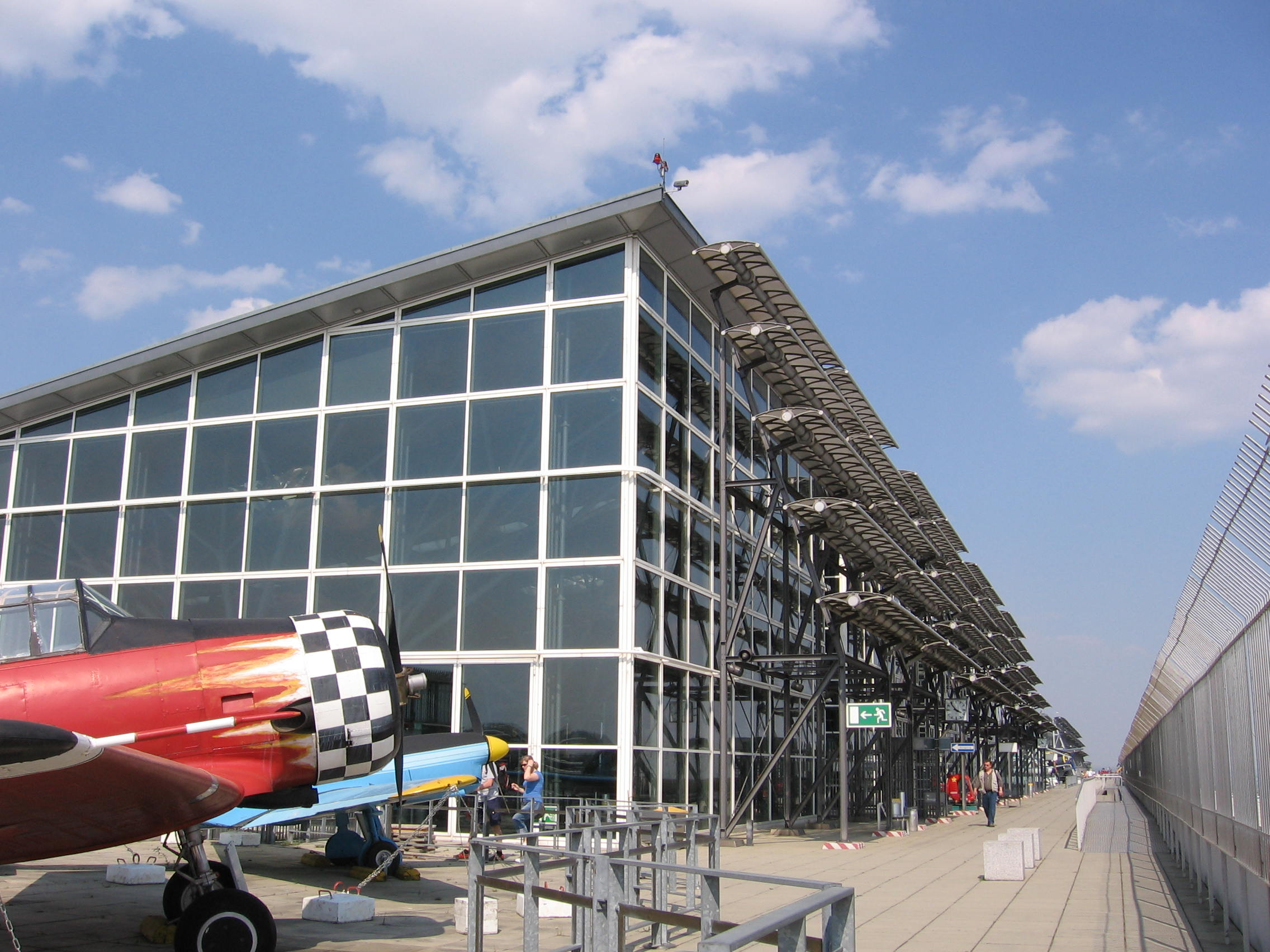
Besucherterrasse auf dem Dach von Terminal 3

Das derzeitige Terminal 3 wurde in den Jahren 2000 bis 2004 errichtet und lehnt sich architektonisch an das kurz zuvor eröffnete Terminal 1 an,. Aufgrund der in der Zwischenzeit gewandelten Anforderungen an Flughäfen ist jedoch der Anteil der Flächen für den Einzelhandel und die Gastronomie größer als im Terminal 1. Das Terminal gliedert sich in eine 190 × 40 Meter große Flughafenhalle mit Technik-, Ankunfts- und Abflugsebene der luftseitig ein Querriegel mit Warteräumen und Gastronomie vorgelagert ist. Auf der mit dem Terminal 1 verbundenen Ebene 2 befinden sich Einrichtungen für die Ankunft von Passagieren, eine Gepäckausgabe sowie 5 Gates für das Boarding mit Vorfeldbussen. Auf Ebene 3 befinden sich insgesamt 38 Check-in-Schalter, an die sich unmittelbar der sicherheitsüberprüfte Bereich anschließt. Hier finden sich Einkaufs- und Gastronomieangebote sowie vier Fluggastbrücken und insgesamt 19 Gates für das Boarding über die Fluggastbrücken und mit Vorfeldbussen. Im allgemein zugänglichen Bereich besteht eine Verbindung mit dem Terminal 2, während sich im sicherheitsüberprüften Bereich unmittelbar der Gatebereich des Terminals 1 anschließt; in beiden Bereichen besteht eine Verbindung zum Terminal 4. Oberhalb des sicherheitsüberprüften Bereichs befinden sich auf den Ebenen 4 und 5 frei zugängliche Einkaufs- und Gastronomieangebote sowie eine kostenfrei zu besuchende Aussichtsterrasse.
Die vollautomatische Gepäckförderanlage des Terminals ist auf 4800 Gepäckstücke pro Stunde ausgelegt, die 10 Millionen Euro teure Anlage des niederländischen Herstellers Vanderlande unterzieht die Gepäckstücke einer mehrstufigen Röntgenkontrolle.
Das Terminal 3 wird im Jahr von 2,4 Millionen Abflug-Passagieren und 2,5 Millionen in der Ankunft genutzt und ist für 4 Millionen Passagiere pro Jahr ausgelegt. Es ist damit noch vor dem Terminal 1 das größte Terminal und wird von den meisten Fluggesellschaften, darunter TUIfly, Condor, Delta Air Lines und Air France/KLM genutzt.

#### Terminal 4
Von Januar 1999 bis April 2000 wurde ein ehemaliger Flugzeughangar aus dem Jahr 1955 zum Terminal 4 umgebaut. Der Neubau sollte vor allem das Terminal 1 während des Neubaus von Terminal 3 entlasten und war vor allem für Charterflüge gedacht. Auf Ebene 2 befinden sich insgesamt 17 Check-in-Schalter und in einem vorgelagerten Anbau 22 Gates für das Boarding mit Vorfeldbussen. Auch die Einrichtungen für die Ankunft von Passagieren befinden sich auf dieser Ebene, die Gepäckausgabe befindet sich auf Ebene 3.
Das Terminal 4 wird im Jahr von 340.000 Abflug-Passagieren und 270.000 in der Ankunft genutzt, ausgelegt ist es für etwa zwei bis drei Millionen Passagiere im Jahr. Es wird vor allem für Flüge in die Türkei und im ethnischen Verkehr genutzt. Mittelfristig soll das Gebäude durch einen Neubau ersetzt werden. Im Oktober 2024 gibt gmp durch Pressemitteilung bekannt, dass nach der erfolgreichen Teilnahme am VgV-Verfahren „STRzero Terminal: Terminal 4“ das Büro den Zuschlag für das Projekt "Umbau und Modernisierung des bestehenden Terminal 4" sowie ein "Masterplan für die umfassende energetische Sanierung des Gebäudebestands" erhalten hat. Grundlage ist die Klimastrategie des Flughafens, der bis 2040 Netto-Null-Emissionen erreichen möchte.

#### General Aviation Terminal

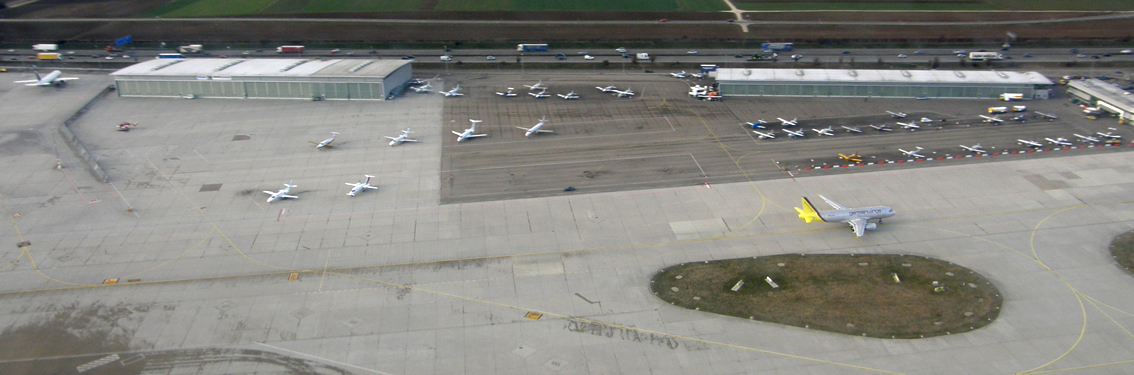
Das General Aviation Terminal aus der Luft

Für die Allgemeine Luftfahrt, insbesondere den Geschäftsflugverkehr sowie für die Piloten und Passagiere von Privatflugzeugen, steht ein eigenes, 1998 errichtetes Terminal zur Verfügung. Das Terminal wird durch das Unternehmen Kurz Aviation Service GmbH betrieben und umfasst neben Konferenzräumen, Lounges und Ruheräumen zwei Hangars für bis zu 42 Flugzeuge. Es beherbergt die Flugschulen Aero-Beta, FFH und einige weitere Luftfahrtunternehmen. Das Gebäude soll mit einer Wellblech-Verkleidung an die Anfangstage der Fliegerei erinnern und wurde 2001 mit einem Architekturpreis für „Beispielhaftes Bauen“ im Landkreis Esslingen ausgezeichnet.

### Kontrollturm

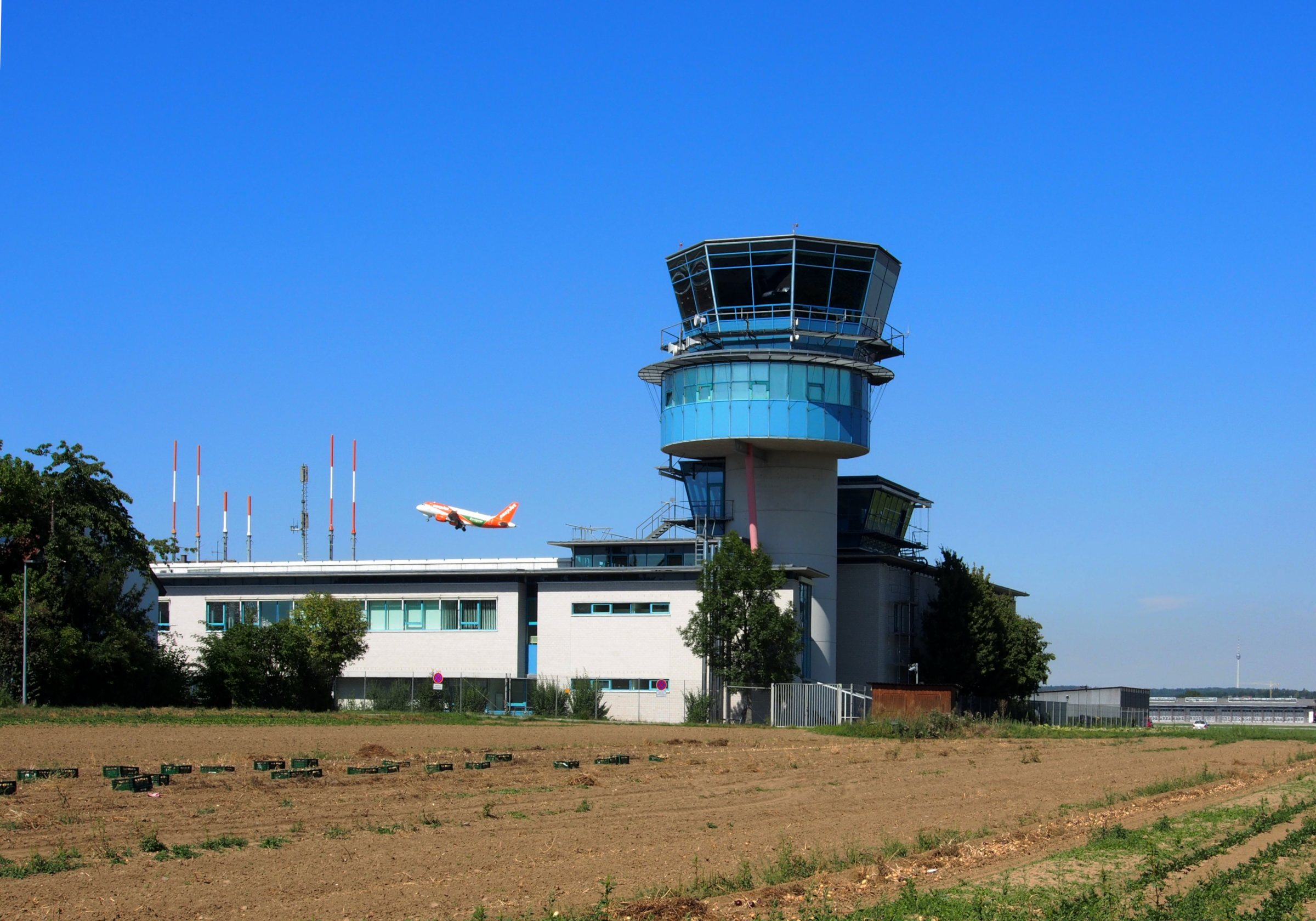
Tower des Flughafens Stuttgart auf den Fildern

Als einziger Kontrollturm Europas befindet sich der Tower des Flughafens Stuttgart nicht unmittelbar auf dem Flughafengelände, sondern südlich davon am Ortsrand von Bernhausen. Der Tower wurde 1999 eingeweiht und löste den bisherigen Tower ab, der seit dem Ende des Zweiten Weltkriegs auf dem Dach des Empfangsgebäudes eingerichtet war. Er bietet insgesamt fünf Arbeitsplätze für die Mitarbeiter der Deutschen Flugsicherung, die von hier den Flughafen Stuttgart und den näheren Luftraum überwachen. Seit April 2009 wird die Vorfeldkontrolle vom Kontrollturm aus durch die Deutsche Flugsicherung erbracht, zuvor waren die durch Vorfeldlotsen Angestellte der Flughafengesellschaft mit Sitz in einer Kanzel im Verkehrsleitungsgebäude, östlich von Terminal 4.

### Wartungseinrichtungen
Luftfahrzeug-Instandhaltung wird am Flughafen Stuttgart durch Lufthansa Technik, DC Aviation und die Flugtechnik Stuttgart angeboten. DC Aviation nutzt hierzu einen 1999 von der Vorgängergesellschaft DaimlerChrysler Aviation errichteten Hangar mit 5000 Quadratmetern Grundfläche. Ein ein Jahr später errichteter, baugleicher Hangar wird von Lufthansa Technik betrieben.

### Flughafenfeuerwehr

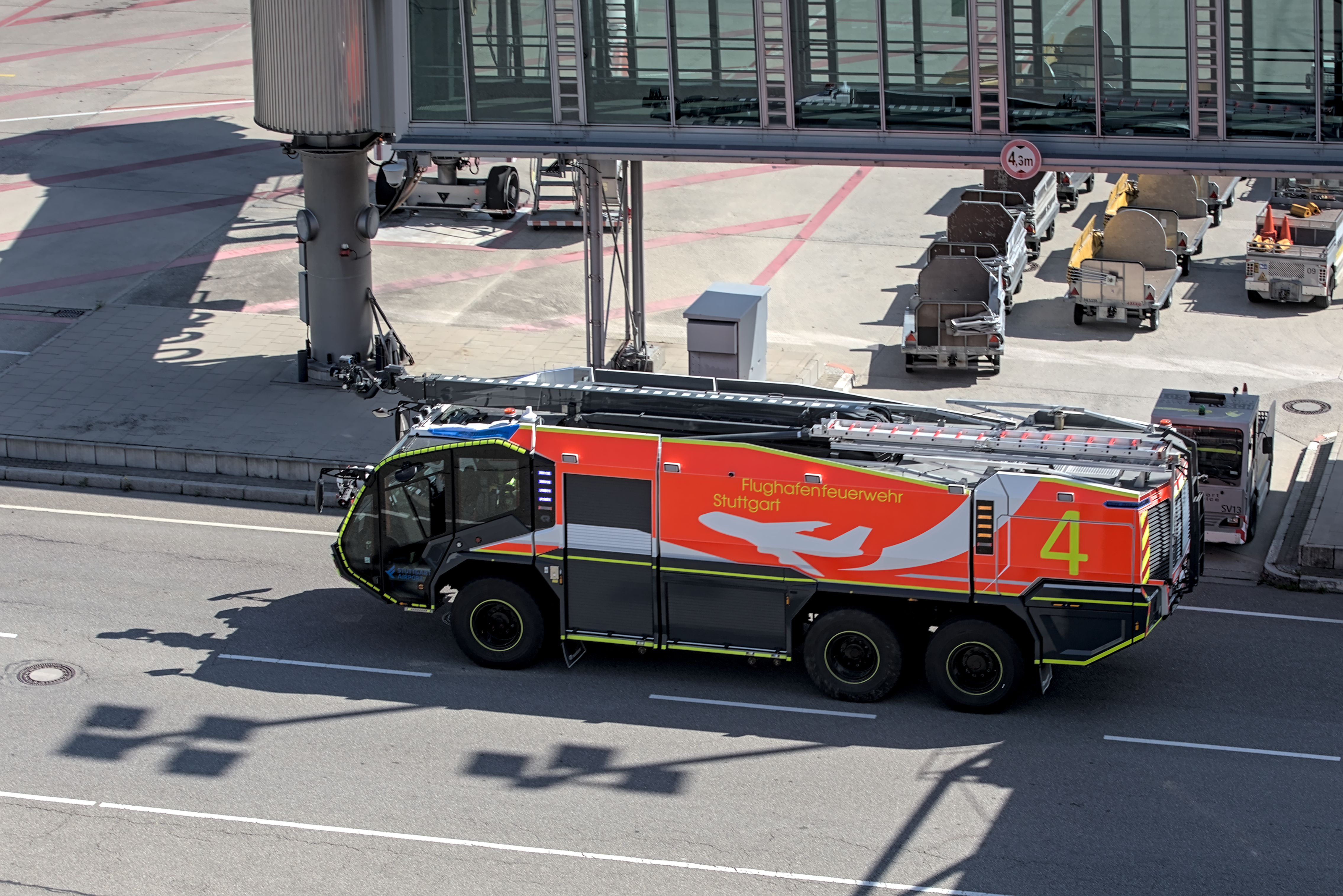
Rosenbauer Panther der Flughafenfeuerwehr

Das 1996 erbaute Gebäude der Flughafenfeuerwehr befindet sich am östlichen Ende des Vorfelds beim General Aviation Terminal. Der Standort wurde gewählt, damit nach der zeitgleich erfolgten Verlängerung der Start- und Landebahn jeder Punkt des Flughafengeländes – gemäß ICAO-Brandschutzkategorie 10 – innerhalb von drei Minuten erreicht werden kann. Die Flughafenfeuerwehr Stuttgart beschäftigt insgesamt 92 hauptamtliche Kräfte und verfügt über 26 Einsatzfahrzeuge. Jedes Jahr rückt sie zu etwa 5.500 Einsätzen aus, wovon 1.500 ausschließlich den Rettungsdienst betreffen.
Auf dem militärisch genutzten Teil des Flughafens wurde von der U.S. Army eine eigene Feuerwehr („Fire Department“) mit deutsch-amerikanischer Technik eingerichtet. Die 37 hauptamtlichen Kräfte rücken jährlich zu rund 750 Einsätzen aus und stellen dabei den Brandschutz in allen US-Liegenschaften im Großraum Stuttgart sicher. Die zwei Flughafenfeuerwehren unterstützen sich gegenseitig – etwa bei (größeren) Bränden oder Luftnotlagen.

### Tanklager
Das Tanklager des Flughafens Stuttgart wurde 2009 zwischen dem Hangar der Lufthansa Technik und dem General Aviation Terminal errichtet. Es ersetzte das frühere Tanklager westlich des Terminals 1, das abgebrochen wurde, da dort neue Abstellpositionen geplant sind. Die drei Tanks sind bei einem Durchmesser von 17 Metern auf der Außen- und 14 Metern auf der Innenseite 13,2 Meter hoch und haben ein Fassungsvermögen von insgesamt 4,5 Millionen Litern Kerosin. Während die Behälter von außerhalb des Sicherheitsbereichs befüllt werden können, erfolgt die Entnahme vom Vorfeld aus. Von dort wird das Kerosin mit 15 speziellen Tankfahrzeugen zu den Parkpositionen der Flugzeuge geliefert.

### Parkhäuser und Parkplätze

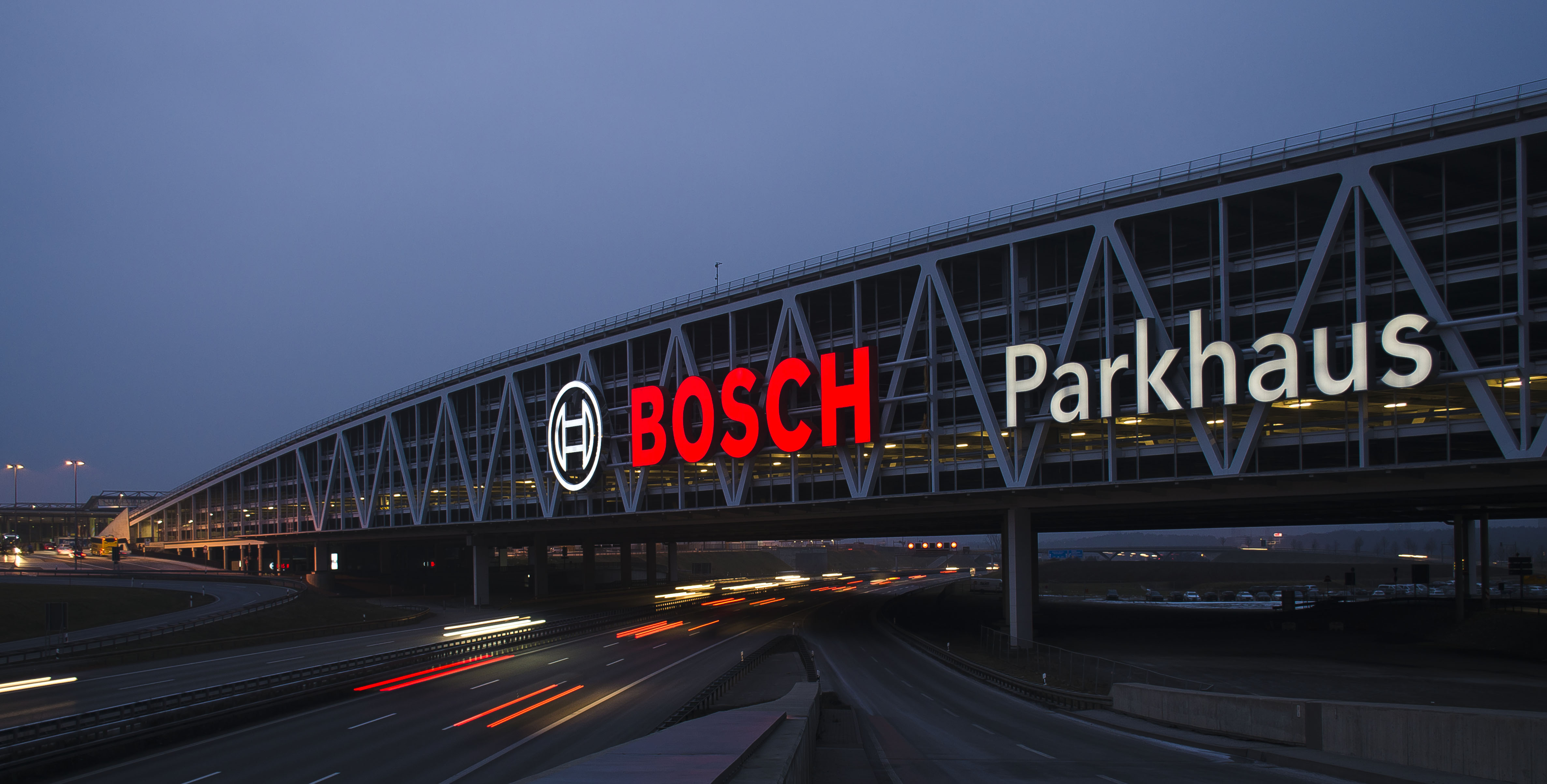
Südansicht des Bosch-Parkhauses über der A 8

Für Passagiere, Besucher und Mitarbeiter stehen am Flughafen Stuttgart insgesamt 11.000 Pkw-Stellplätze zur Verfügung. Die Stellplätze für Passagiere und Besucher verteilen sich dabei auf drei Kurzzeit-Parkplätze, drei Langzeit-Parkplätze und weitere fünf Parkhäuser, die alle vom Parkraumbewirtschafter APCOA betrieben werden. In Spitzenzeiten stehen 7000 weitere Stellplätze der Messe Stuttgart zur Verfügung, die teilweise vom Flughafen Stuttgart mitfinanziert wurden. Dazu gehört das Bosch-Parkhaus, das die A 8 überspannt.

### Stuttgart Airport Bus Terminal
Der neue Fernbus-Bahnhof der Stadt Stuttgart (Stuttgart Airport Bus Terminal, SAB) entstand im Erdgeschoss des Parkhauses P14. Das 35 Millionen Euro teure Gebäude umfasst 17 ebenerdige Bussteige und beinhaltet 1600 Stellplätze für Pkw. Die Anlage ersetzt vier Interimshaltestellen im Stadtgebiet Stuttgart, die nach dem Wegfall des Zentralen Omnibusbahnhofs am Hauptbahnhof in Folge von Stuttgart 21 notwendig geworden waren. Die Planung, für 170 Busse pro Tag, entstand vor der Liberalisierung des Fernbusverkehrs (Anfang 2013). Die seither stark gestiegene Nachfrage ist in den Planungen nicht berücksichtigt. An den 17 Bussteigen sollen täglich zwischen 80 und 170 Busse abgefertigt werden. Eine Prognose erwartet an Spitzentagen im Jahr 2025 inzwischen bis zu 53 Busstops pro Stunde. Der Busbahnhof und die darüber liegenden Parkplätze sollten zunächst 35 Millionen Euro kosten, wovon die Stadt Stuttgart 4,6 Millionen Euro übernehmen sollte. Der Busbahnhof ersetzt den beseitigten Busbahnhof am Schlossgarten. Ende 2014 wurde eine Kostensteigerung bekannt, wodurch sich der Anteil der Stadt Stuttgart auf 5,6 Millionen Euro erhöht. Die Fertigstellung erfolgte im Mai 2016.

## Betreibergesellschaft
Betreiber des Flughafens ist die Flughafen Stuttgart GmbH (FSG). Sie geht zurück auf die 1924 gegründete Luftverkehr Württemberg AG (ab 1936 Flughafen Württemberg AG), die zunächst den Flughafen Böblingen betrieb. 1949 wurde die Gesellschaft zunächst in eine GmbH umgewandelt, bevor sie 1956 ihren heutigen Namen erhielt.
Eigentümer der Betreibergesellschaft sind seit 2008 zu 65 % das Land Baden-Württemberg und zu 35 % die Stadt Stuttgart, die unter anderem durch den Chef der Staatskanzlei und Staatsminister Jörg Krauss und Oberbürgermeister Frank Nopper im Aufsichtsrat der Gesellschaft vertreten sind. Vorsitzender des Aufsichtsrates ist der Baden-Württembergische Minister für Verkehr und Infrastruktur Winfried Hermann. Geschäftsführer sind derzeit Ulrich Heppe und Carsten Poralla. Die Kommunen Leinfelden-Echterdingen und Filderstadt sind nicht an der Gesellschaft beteiligt, obwohl der größte Teil des Flughafens auf ihren Gemarkungen liegt und sie dementsprechend zusammen rund 85 Prozent der Gewerbesteuer erhalten.
Der eigentliche Betrieb des Flughafens ist in eine Reihe von Tochtergesellschaften ausgegliedert. Dazu gehören Flughafen Stuttgart Energie GmbH (100 %), SAG Stuttgart Airport Ground Handling GmbH (100 %),Handels- und Service GmbH (100 %), Cost Aviation GmbH (75 %), S. Stuttgart Ground Services GmbH (74,9 %), Baden-Airpark GmbH (65,8 %), Flughafen Parken GmbH (20 %), und Aviation Handling Services GmbH (10 %).
Die Flughafen Stuttgart GmbH wurde vom europäischen Dachverband der Flughafenbetreiber (Airports Council International, ACI) mit dem ACI Europe Best Airport Award 2014 als „bester Flughafen Europas“ in der Kategorie der Flughäfen zwischen 5 und 10 Millionen Passagieren ausgezeichnet. Gelobt wurden sehr gute Leistungen in allen Arbeitsgebieten, insbesondere das Bemühen um Servicequalität und die Beziehung zur Standortgemeinde.
Im Geschäftsjahr 2018 erzielte die FSG bei Umsatzerlösen von 286 Millionen Euro ein Betriebsergebnis in Höhe von 51 Millionen Euro.

## Flugziele
Es bestehen Verbindungen zu zahlreichen europäischen Luftfahrt-Drehkreuzen. Darüber hinaus gibt es Direktverbindungen zu Städte- und Urlaubszielen in Europa und Nordafrika. In Deutschland werden die meisten Verkehrsflughäfen bedient. Seit 2003 ist der Flughafen Stuttgart Drehkreuz von zunächst Germanwings und jetzt Eurowings.
Von 1986 bis 2020 und von 2023 bis 2024 verband Delta Air Lines Stuttgart mit dem Hartsfield–Jackson Atlanta International Airport in Atlanta und von 1986 bis 2000 mit dem John F. Kennedy International Airport in New York. Von 2011 bis September 2014 flog United Airlines direkt von Stuttgart nach New York (Newark). Die Route zwischen Stuttgart und Atlanta war aufgrund der Coronapandemie zwischenzeitlich ausgesetzt. Die Wiederaufnahme der Flugverbindung nach Atlanta fand am 28. März 2023 statt. Im Oktober 2024 wurden die Flüge nach Atlanta komplett eingestellt, so dass der Flughafen seine einzige Langstreckenverbindung verloren hat.
Der Flughafen Stuttgart gehört zu den acht deutschen Flughäfen, an denen die Nachfrage der Fluggesellschaften die Kapazität übersteigt. Um eine Verbindung von oder nach Stuttgart anzubieten, muss deshalb von der Flughafenkoordination Deutschland GmbH zunächst ein Slot zugewiesen werden.

## Betrieb

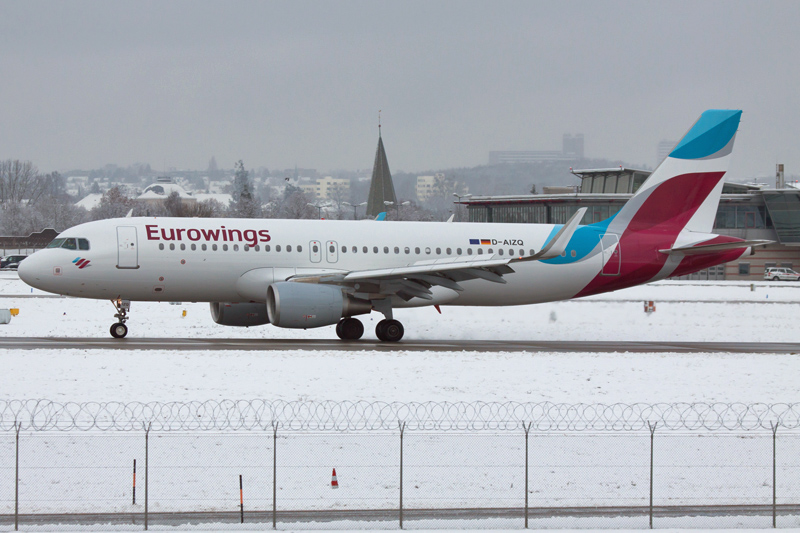
Airbus A320 der Eurowings auf dem Flughafen Stuttgart

Die meisten Passagiere flogen im Jahr 2021 mit Eurowings (37,7 %), gefolgt von TUIfly (11,3 %) und Turkish Airlines (9,7 %).
Der am häufigsten eingesetzte Flugzeugtyp war im Jahr 2021 mit 33,8 % aller zivilen Flüge die Airbus-A320-Familie, gefolgt von der Boeing 737 mit 14,1 % und der Embraer-E-Jet-Familie mit 5,8 %.

### Fracht
Luftfracht spielt am Flughafen Stuttgart nur eine untergeordnete Rolle: Von den etwa 670.000 Tonnen Luftfracht, die jährlich im Einzugsbereich des Flughafens anfallen, wurden im Jahr 2008 21.641 Tonnen über den Flughafen Stuttgart abgewickelt.
Auf der zu Bernhausen gehörenden Südseite des Flughafens wurde 2002 für 150 Millionen Euro ein neues Luftfrachtzentrum errichtet, das einen Vorgängerbau auf der Nordseite abgelöst hat. Während das alte Frachtzentrum 50.000 Tonnen Fracht im Jahr bewältigen konnte, ist der Neubau für eine jährliche Kapazität von 160.000 Tonnen ausgerichtet und bietet in drei Gebäuden insgesamt 20.600 m² Lagerfläche und weitere 11.600 m² für Büroräume. Im Unterschied zu anderen Flughäfen liegt das Luftfrachtzentrum außerhalb der Luftsicherheitszone, die sogenannte Land-Luft-Grenze verläuft nicht durch das Gebäude. Dadurch kann das Gebäude von allen Seiten mit LKWs und Transportgeräten angefahren werden.

### Militärische Nutzung

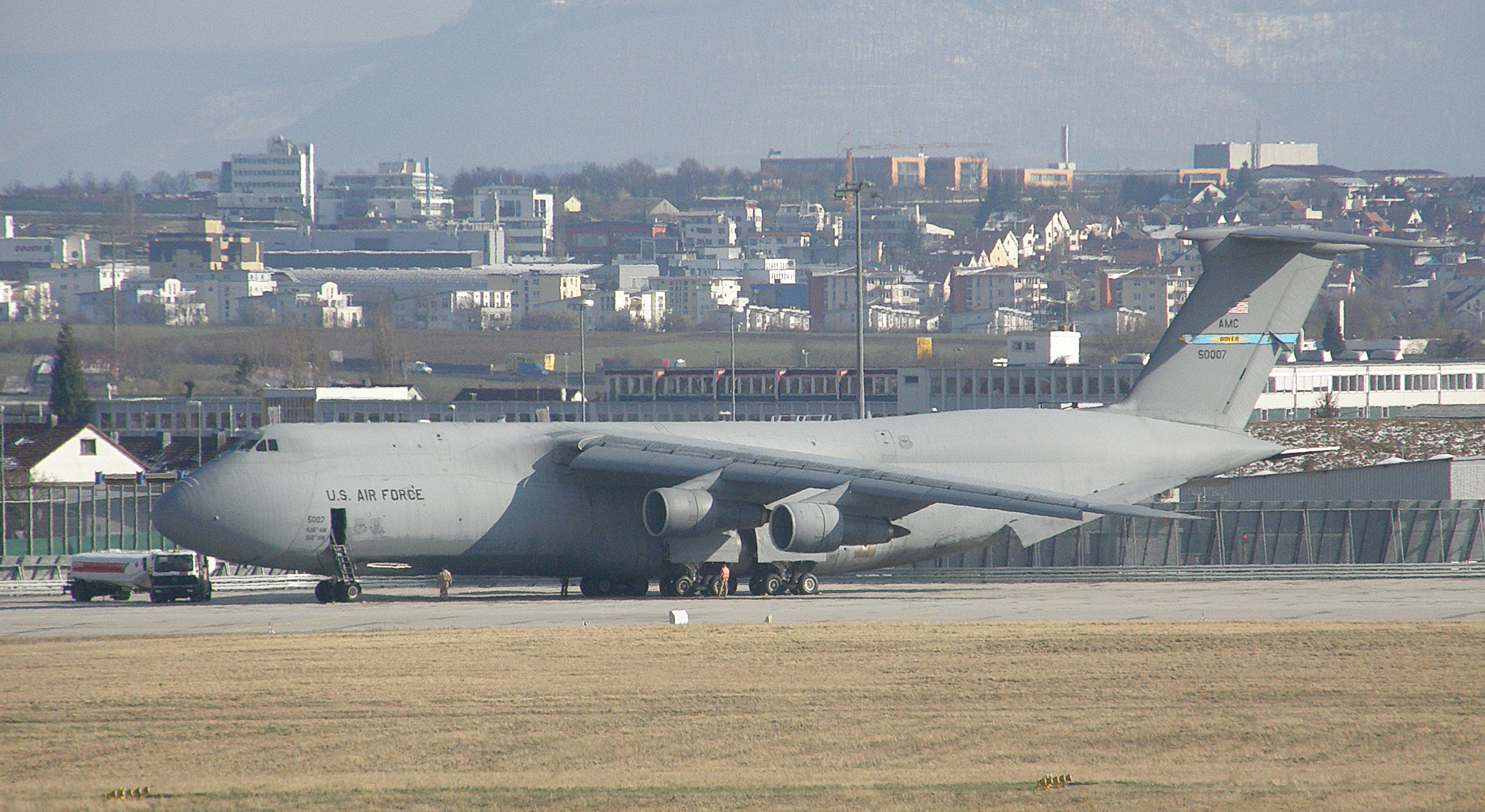
Lockheed C-5 Galaxy der US Air Force am Stuttgart Army Airfield

Die US Army übernahm den Fliegerhorst Echterdingen der deutschen Luftwaffe und unterhält auf der Südseite des Flughafens seit 1945 das Stuttgart Army Airfield (Heeresflugplatz Stuttgart). Das Stuttgart Army Airfield wird durch das United States Army Special Operations Command betrieben und vor allem für militärische Truppen- und Frachttransporte genutzt. Das Special Purpose Marine Air-Ground Task Force – Crisis Response – Africa (SP-MAGTF-CR-AF) des United States Marine Corps betreibt hier eine mit UC-12W (Beechcraft King Air 350) ausgerüstete Base Flight.
Bis zum Neubau des angrenzenden Luftfrachtzentrums gehörte dessen Bereich ebenfalls zum militärischen Teil des Flughafens.

### Nachtflüge
Seit 1973 ist am Flughafen Stuttgart eine Nachtflugbeschränkung in Kraft. Starts sind grundsätzlich nur in der Zeit zwischen 6 und 23 Uhr erlaubt, Landungen zwischen 6 Uhr und 23:30 Uhr. Für Flugzeuge mit geräuscharmen Triebwerken ist bei Verspätungen eine Landung bis 24 Uhr möglich.
Die Nachtflugbeschränkung gilt für alle Strahlflugzeuge und für Propellerflugzeuge ohne geräuscharme Triebwerke. Ausnahmen können durch die zuständige Behörde erteilt werden, generell von den Beschränkungen ausgenommen sind Propellerflugzeuge mit leisen Triebwerken, Militärflugzeuge der Luftwaffe und der Streitkräfte der Vereinigten Staaten, Nachtpostflüge (bei Nutzung geräuscharmer Triebwerke), Ausweichlandungen wegen schlechtem Wetter, technischer Probleme oder aus Sicherheitsgründen, Vermessungsflüge der Deutschen Flugsicherung sowie Flüge des Katastrophenschutzes oder aus medizinischen Gründen wie etwa Organtransporte.
Um die Kapazität der Start- und Landebahn optimal auszunutzen, rollen seit März 2009 die ersten Flugzeuge des Tages regelmäßig bereits ab 5:50 Uhr zur Startposition.

### Großraumflugzeuge in Stuttgart

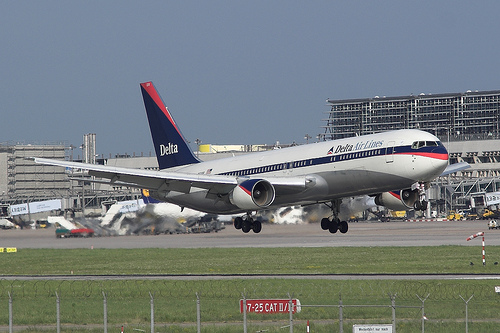
Boeing 767 der Delta Air Lines bei der Landung am Flughafen Stuttgart

Am 12. Juli 1970 landete das erste Mal eine Boeing 747 der Lufthansa zu Werbezwecken in Stuttgart.
Des Weiteren existierten eine Zeit lang Linienverbindungen mit den Flugzeugmustern L-1011 und DC-10. Von 1986 bis 2020 war eine Boeing 767 der Delta Air Lines täglich in Stuttgart anzutreffen. Bis 2015 war im Sommer auch täglich ein Airbus 330-200 der Air Berlin für Flüge nach Palma de Mallorca zu Gast. In unregelmäßigen Abständen verbindet Turkish Airlines mit Flugzeugen vom Typ Airbus A330, A340 und Boeing 777 Stuttgart mit dem Flughafen Istanbul.
Am 1. Mai 1998 war die Concorde zu Gast am Flughafen. Der erste kommerzielle Flug des seinerzeit größten Flugzeugs der Welt, der Antonow An-225, erfolgte am 28. Dezember 2001 nach Stuttgart.

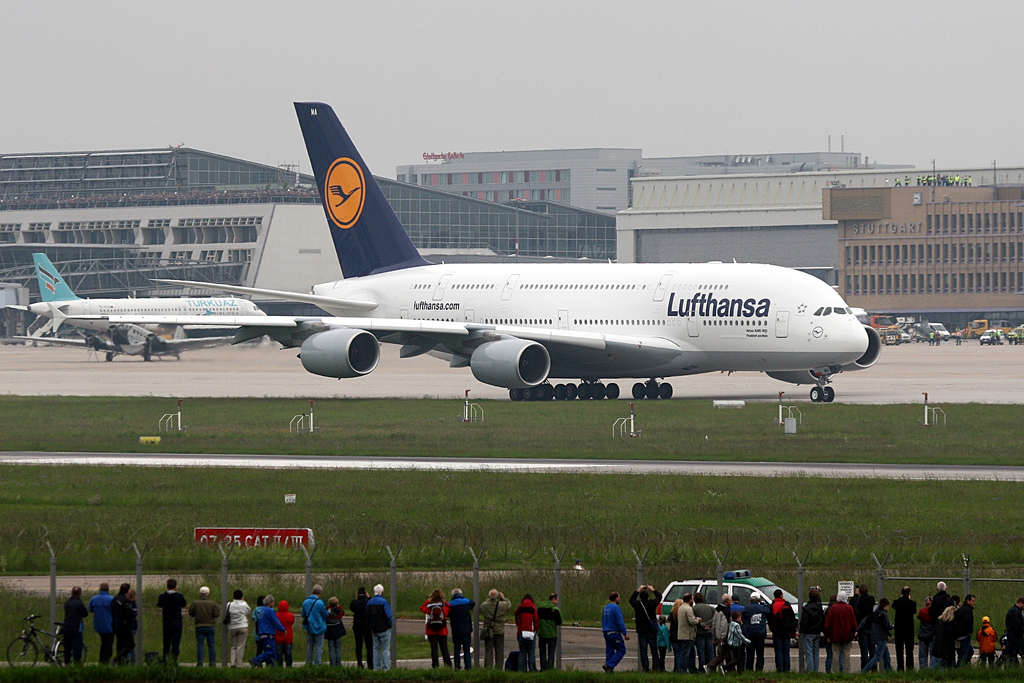
Airbus A380 D-AIMA „Frankfurt am Main“ der Lufthansa am Flughafen Stuttgart

Der im Mai 2010 ausgelieferte Airbus A380 D-AIMA „Frankfurt am Main“ der Lufthansa landete am 2. Juni 2010 im Rahmen eines Präsentationsrundfluges in Stuttgart. Der Flug war auch Teil des Trainingsprogrammes für die Ausbildungspiloten der Lufthansa. Bei nebligem Wetter waren über zehntausend Schaulustige Zeugen der Landung. Wegen der Spannweite von fast 80 Metern kann eine A380 nicht direkt an den Terminals abgestellt werden. Nach zwei Stunden Aufenthalt auf dem Flugfeld startete die Maschine wieder.
Ein besonderer Gast war im September 2011 und 2019 die Boeing 747 SOFIA. Das Flugzeug stand zu Zwecken der Öffentlichkeitsarbeit der beteiligten Organisationen mehrere Tage lang zu geführten Besichtigungen auf dem Flughafen Stuttgart bereit.
Der Flughafen Stuttgart wird täglich mit einem Airbus A300 im Einsatz für DHL aus Leipzig angeflogen. Zusätzlich finden unregelmäßig Charter-Frachtflüge mit Großraumflugzeugen statt, zum Einsatz kommen unter anderem Boeing 747, McDonnell-Douglas MD-11 und Antonov An-124.

## Nachhaltigkeit
Seit 2012 gibt es am Flughafen Stuttgart die Dachmarke fairport STR. Unter dieser Bezeichnung führt der Flughafen seine Bestrebungen zur Verbesserung der eigenen Nachhaltigkeitsleistung zusammen. Die Flughafen Stuttgart GmbH (FSG) hat das Ziel, langfristig und dauerhaft einer der leistungsstärksten und nachhaltigsten Flughäfen in Europa zu sein. Im Zentrum dieses Anspruchs stehen die drei Ziele ökonomischer Erfolg, soziale Verantwortung gegenüber Mitarbeitern, Kunden und Gesellschaft sowie ökologische Verträglichkeit. Die ökologischen und sozialen Ziele sind in die Unternehmensstrategie eingegliedert und sollen durch das sogenannte fairport-Controlling umgesetzt werden. Ein ökologisches Ziel ist es, die Kohlenstoffdioxidemissionen, die die FSG beeinflussen kann, bis zum Jahr 2020 um 20 Prozent zu senken. Basisjahr ist 2009, in dem die FSG durch eigenen Energiebedarf und Kraftstoffverbrauch 21.966 Tonnen CO2 produzierte. Durch das Blockheizkraftwerk, welches seit 2013 in Betrieb ist, sowie den zugekauften Strom aus erneuerbare Energiequellen, konnte der Flughafen bereits 2014 das Klimaziel von 2020 übertreffen. Darüber hinaus gibt es auf dem Boschparkhaus seit 2009 eine 7.200 m² große Photovoltaikanlage und seit 2011 eine weitere mit 3.330 m² neben der Start- und Landebahn im Osten des Flughafengeländes. Im Jahr 2010 erschien erstmals der Umweltbericht der Flughafengesellschaft, der zentrale Umweltbelastungskennzahlen dokumentiert und zukünftig vergleichbar macht. Seit 2014 gibt es diesen in erweiterter Form als Nachhaltigkeitsbericht inklusive sozialer Themen und Aspekten einer guten Unternehmensführung. Außerdem entspricht das 2013 eingeführte Umweltmanagementsystem den Kriterien von EMAS und der internationalen Norm ISO 14001. Nach seiner neuesten Klimastrategie „STRzero“ soll der Flughafen bis 2040 netto treibhausgasneutral betrieben werden. Dies entspricht den Vorgaben des Klimaschutzgesetzes Baden-Württemberg. Ende 2022 wurden nach den neuesten Umweltdaten aus dem jährlich erscheinenden Entwicklungsbericht „Steady.“ insgesamt 44 % der notwendigen Reduktion im Vergleich zum Basisjahr 1990 erreicht. Für das Jahr 2030 sind bereits 85% vorgesehen. Der Masterplan zum Null-Emmisionen-Ziel im Jahr 2040 wird zusammen mit dem Fraunhofer-Institut für Solare Energiesysteme (ISE) entwickelt.

### Emissionsfreie Mobilität
Ein weiterer Schwerpunkt liegt in der Förderung der emissionsfreien Mobilität mithilfe alternativer Antriebsformen. Seit 1991 setzt der Flughafen Stuttgart Gepäckschlepper mit Elektroantrieb ein. 2010 wurde der Fuhrpark durch zwei Vito E-Cell und 2011 um ein brennstoffzellenbetriebenes Follow-Me-Fahrzeug ergänzt. Zudem wurde am Flughafen Stuttgart die erste öffentliche Wasserstofftankstelle Baden-Württembergs eröffnet.  Mittlerweile fahren am Airport nur noch Elektrobusse. Des Weiteren fördert die Flughafen Stuttgart GmbH die Entwicklung alternativer Antriebe in Flugzeugen, wie bei der Antares DLR-H2. Das vom DLR entwickelte Flugzeug ist das weltweit erste bemannte und ausschließlich mit Brennstoffzellen angetriebene seiner Art und befindet sich zurzeit nicht in Betrieb.

### Mitgliedschaft im Global Compact der Vereinten Nationen
Im Februar 2011 ist die Flughafen Stuttgart GmbH dem Global Compact der Vereinten Nationen beigetreten. Die FSG ist damit als erster deutscher Verkehrsflughafen in öffentlicher Hand Mitglied in diesem Netzwerk für unternehmerische Verantwortung und Corporate Social Responsibility (CSR). Das Unternehmen bekennt sich mit dem Beitritt zu zehn Prinzipien aus den Bereichen Umweltschutz, Menschenrechte, Arbeitsnormen und Korruptionsbekämpfung. In einem jährlichen Fortschrittsbericht stellt die FSG die Umsetzung dieser zehn Global Compact Prinzipien dar. Auch im Jahr 2013 hat die FSG ihren Bericht zum Global Compact veröffentlicht.

### Kooperation mit der Organisation atmosfair
Seit Mitte des Jahres 2011 gibt es am Flughafen Stuttgart die ersten beiden atmosfair-Stationen zur Kompensation von Treibhausgasen. Fluggäste erhalten die Möglichkeit, die von ihrer Reise verursachten Kohlenstoffdioxid-Emissionen zu berechnen und diese durch Spenden in weltweite Klimaschutzprojekte der gemeinnützigen Organisation atmosfair auszugleichen. Der baden-württembergische Landesflughafen ist einer der ersten Airports überhaupt, der mit atmosfair kooperiert.

### Führungen zu Umwelt- und Nachhaltigkeitsthemen
Zusätzlich zu den klassischen Flughafenführungen bietet der Besucherdienst am Flughafen Stuttgart seit Juli 2011 auch Führungen zum Thema Umwelt und Nachhaltigkeit am Flughafen an. Experten der Universität Hohenheim führen die Gäste dabei über das Gelände. Das Solardach des Bosch-Parkhauses ist ebenso Teil der Führungen wie eine Fahrt über das Vorfeld des Flughafens zu einer Lärmmessstelle. Dort sehen die Besucher das größte zusammenhängende Biotop auf den Fildern und erfahren mehr über umweltfreundliche Technologien, die im Flughafenbetrieb zum Einsatz kommen.
Außerdem ist der Flughafen Stuttgart nach eigenen Angaben der erste Flughafen mit einem Nachhaltigkeitsrundgang. Der „fairport STR“ genannte Rundgang liefert in neun Stationen einen allgemeinen Überblick über verschiedene Umwelt- und Gesellschaftsthemen und zeigt auf, wie der Flughafen Stuttgart diesen Fragen konkret begegnet. Der Rundgang entstand in Zusammenarbeit mit der Universität Hohenheim. Neben Luftfahrtthemen wie Fliegen und Klimaschutz oder dem Einsatz von Brennstoffzellen in Flugzeugen werden auch Themen wie biologische Vielfalt, Gewässerschutz, Elektromobilität und Recycling abgebildet. Auch das Thema Religion und Nachhaltigkeit wird thematisiert. Projektpartner wie Mercedes-Benz, Bosch, das Deutsche Zentrum für Luft- und Raumfahrt und die Organisation atmosfair unterstützten die FSG bei der Umsetzung der einzelnen Stationen. Der Flughafen betont, dass es sich beim Nachhaltigkeitsrundgang nicht um einen gezielten Versuch des Greenwashings handelt.

## Ausbaupläne

### Westerweiterung
Erste Planungen für eine Westerweiterung bestehen seit 1994. Die Grundzüge des Vorhabens haben sich seit dem immer wieder verändert. Zuletzt war vorgesehen, die Zahl der regulären Flugzeugstandplätze von derzeit 54 auf 64 zu erhöhen, da deren Zahl vor allem nachts der Nachfrage nicht mehr genügte. Für die Erweiterung wurde eine 19 Hektar große Fläche im Westen des aktuellen Vorfeldes überplant, auf dem zum einen neue Parkpositionen entstehen sollten und zum anderen auch weiter östlich angesiedelte Einrichtungen verschoben werden sollten, um dort für zusätzliche Parkpositionen Platz zu schaffen. Darüber hinaus war beabsichtigt, auf insgesamt 20 Hektar unter anderem neue Fahrzeughallen und Gewerbeflächen zu errichten.
Als erster Schritt wurde das bislang im Westen befindliche Tanklager aufgelöst und bis 2009 durch einen Neubau im Norden ersetzt. Der Antrag für das Planfeststellungsverfahren sollte ursprünglich bis 2011 eingereicht werden. Da aber die Zahl der Flugbewegungen seit 2008 zurückging prüfte die Flughafengesellschaft im Jahr 2012, in welchem Umfang und Zeitrahmen die Westerweiterung sinnvoll ist. Ende des Jahres 2012 ließ der Geschäftsführer der Betreibergesellschaft Walter Schoefer dann verlauten, dass aufgrund der stetig sinkenden Zahl an Flugbewegungen derzeit keine Notwendigkeit mehr bestehe, die ursprünglichen Pläne weiter zu verfolgen.

### Start- und Landebahn

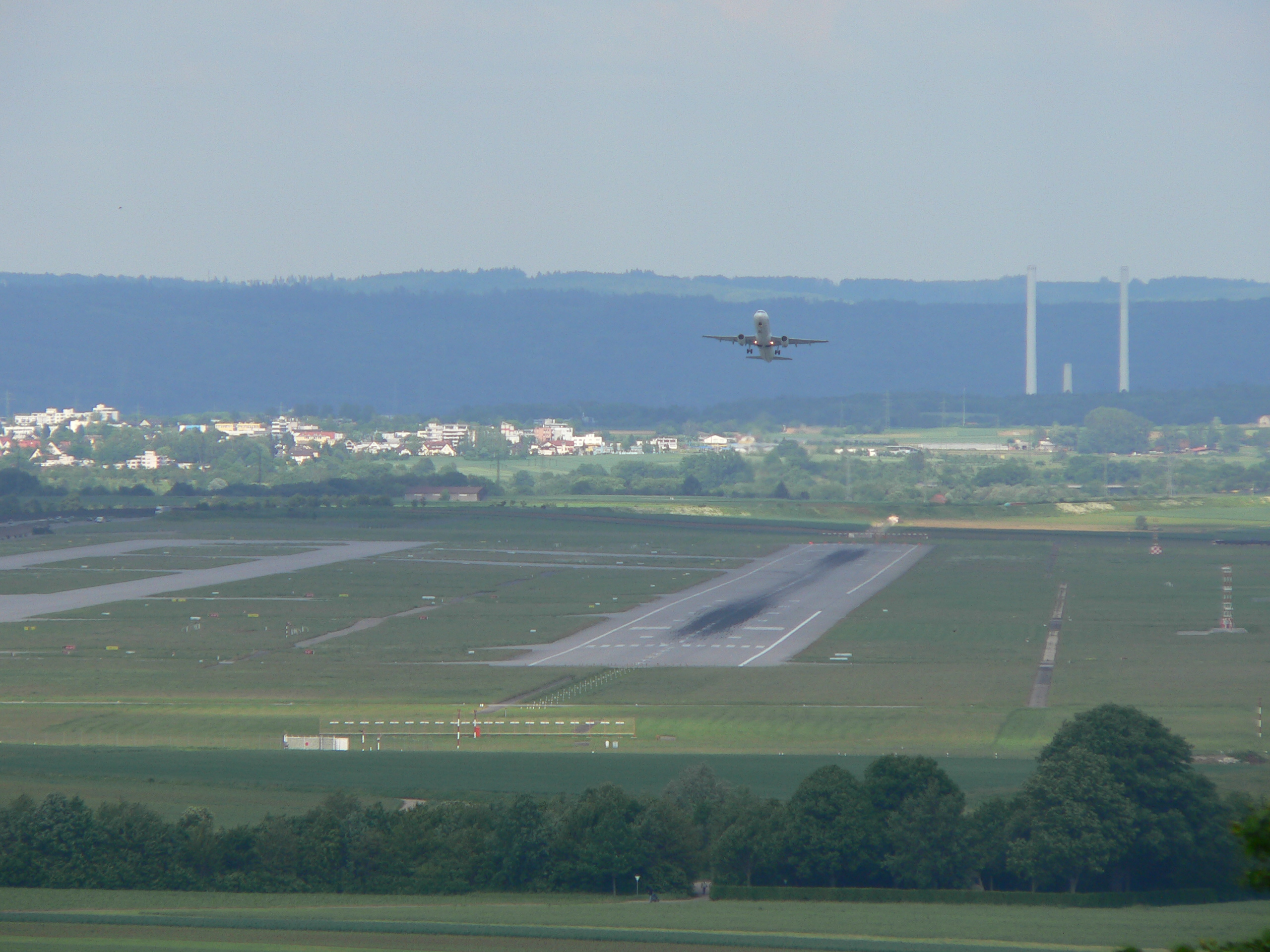
Blick auf die bestehende Start- und Landebahn. Im Hintergrund die Schornsteine des Heizkraftwerk Altbach/Deizisau

Neben dem Flughafen Nürnberg verfügt der Flughafen Stuttgart als einziger der großen Verkehrsflughäfen in Deutschland über nur eine Start- und Landebahn und wird deshalb, nach Beurteilung der Betreiber, in wenigen Jahren an seine Kapazitätsgrenze stoßen.
Nach dem Ergebnis eines von der Flughafen Stuttgart GmbH in Auftrag gegebenen Gutachtens könnte die neue Start- und Landebahn südöstlich oder nordöstlich der bisherigen entstehen. Bei beiden Varianten verliefe die neue Bahn parallel zur bisherigen. Für die Nordvariante müsste aber die A 8 mit einer Rollbrücke überbrückt werden.
Beide Varianten sollen etwa 600 Millionen Euro kosten und sollen ausschließlich von Osten aus angeflogen werden. Gestartet werden soll ebenfalls nur in Richtung Osten. Die Nordvariante ließe, einige bauliche Ergänzungen vorausgesetzt, jedoch auch Starts und Landungen in bzw. aus Richtung Westen zu. Dazu müsste die parallel verlaufende Rollbahn verlängert und die Autobahn mit einer weiteren Rollbrücke überbrückt werden.
Die geplante Erweiterung stieß auf Widerstand der Schutzgemeinschaft Filder e. V. und des Aktionsbündnisses Filder, die zuvor bereits ohne Erfolg gegen den Bau der Messe Stuttgart in unmittelbarer Nähe des Flughafens protestierten. Die Gegner des Ausbaus führen an, dass der Fluglärm nicht zumutbar sei und die Anbaufläche des Filderkrauts nicht überbaut werden solle. Am 25. Juni 2008 gab der damalige Ministerpräsident Günther Oettinger bekannt, dass die Ausbaupläne des Flughafens nicht weiterverfolgt werden, da der Flughafen erst 65 Prozent seiner Kapazität nutze. Auch eine Verkürzung des Nachtflugverbots werde es in absehbarer Zeit nicht geben. Später präzisierte Oettinger, dass diese Entscheidung für die nächsten 8 bis 15 Jahre Bestand haben soll.

### Flughafenbahnhof (Fernbahn)

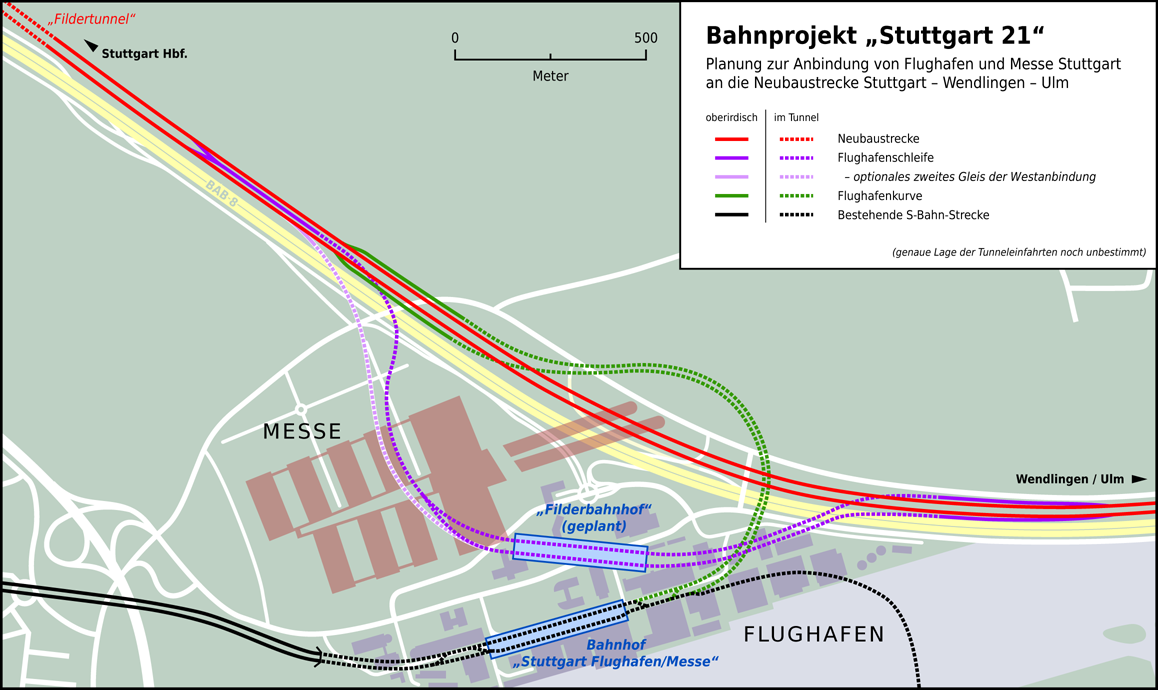
Geplanter Streckenverlauf des im Rahmen von Stuttgart 21 geplanten Flughafentunnels im Bereich des Flughafens.

Im Zusammenhang mit dem Projekt Stuttgart 21 soll am Flughafen ein Fernbahnhof entstehen. Die Bahnhofsanlagen des neuen Halts sollen unterirdisch zwischen dem Messegelände und dem Flughafen gebaut werden. Dazu wurde bei Neubau der Messe bereits der Platz für das Gleisbett freigehalten, in welchem die künftige Trasse verlaufen wird. Während der neue Bahnhof den Verkehr Richtung Ulm und Tübingen aufnehmen soll, soll der Verkehr in Richtung Singen in den bereits bestehenden Bahnhof Stuttgart Flughafen/Messe integriert werden.
Seit Ende 2022 ist diese Planung geändert. Der Bahnverkehr aus Richtung Singen soll ab Böblingen durch den ca. 12 km langen, neu zu bauenden, „Pfaffensteigtunnel“ in den derzeit im Bau befindlichen Fernbahnhof geführt werden. Östlich schließt sich dann eine Variante der eingezeichneten grünen Kurve an. Diese führt die Züge zum Fildertunnel Richtung Stuttgart Hbf.
Seitens der Regionalpolitik besteht Interesse an einer Verlängerung der S-Bahn ins Neckartal Richtung Nürtingen, Kirchheim oder Plochingen. Machbarkeitsstudien sehen teilweise eine gemeinsame Nutzung der Neubaustrecke vor. Die Kosten werden auf ca. 500 Millionen Euro geschätzt.

### Kerosinpipeline
Die Versorgung des Flughafens mit Kerosin sollte ab Ende 2019 über eine Verbindungspipeline am zentraleuropäischen Pipelinenetz erfolgen, statt wie bisher per LKW mit 7.500 Fahrten im Jahr. Als Anlass für die Pläne zum Pipelinebau wurde die geplante Schließung eines Tanklagers bei Heilbronn genannt. Im April 2019 wurden die Pläne zurückgestellt, da weder für die präferierte Trasse entlang der A8 bis Oberboihingen noch für mögliche Alternativtrassen die erforderlichen Leitungsrechte durch alle etwa 700 Grundstückseigentümer eingeräumt wurden und der Flughafen keine Enteignung anstrebe. Zudem wird der Flughafen inzwischen überwiegend aus dem näher gelegenen Plochingen beliefert. 2024[veraltet] soll das Projekt erneut geprüft werden.

### Neubau Terminal 4
Um die seit 2010 steigende Passagierzahl bewältigen zu können, ist der Neubau des Terminals 4 geplant. Das aktuelle Terminal 4 ist ein umgebauter Flugzeughangar und wurde im April 2000 eröffnet. Ein Architektenwettbewerb soll im Jahr 2020[veraltet] ausgeschrieben werden.

### Weitere Bauprojekte
Die Flughafengesellschaft plante 2013 für die folgenden Jahre insgesamt 568 Millionen Euro in die Erweiterung der Airport City zu investieren, zu der auch der im Rahmen von Stuttgart 21 geplante Flughafenbahnhof gehört. Der Geschäftsbericht 2015 nennt ein Investitionsvolumen von rund 500 Millionen Euro im Zeitraum bis 2025.
Auf dem Gelände des ehemaligen Parkhauses P10 ließ die Flughafengesellschaft für 133 Millionen Euro das SkyLoop, ein sechsstöckiges Gebäude in Form einer Acht errichten. In das Gebäude mit 57.000 Quadratmetern Bruttogeschossfläche zog als Hauptmieter Anfang 2016 Ernst & Young mit 1500 Mitarbeitern ein und belegt drei Viertel der Fläche. Neben einer Tiefgarage mit 400 Stellplätzen im Gebäude wurde als Ersatz für das Parkhaus P10 das neue Parkhaus P14 am ehemaligen Frachthof nördlich des Terminals 4 gebaut und im November 2015 eröffnet.
Im Sommer 2015 eröffnete ein Dorint Airport Hotel mit 155 Zimmern.
Am 29. Februar 2016 zog die Flughafenverwaltung in ein neues, als SkyPort bezeichnetes, Verwaltungsgebäude. Am Standort der bisherigen, 1971 errichteten Flughafenzentrale soll bis 2019 ein Vier-Sterne-superior-Hotel mit 260 Zimmern und 1500 Quadratmetern Konferenzräumen entstehen. Damit werden am Flughafen drei Hotels mit insgesamt 800 Betten zur Verfügung stehen.

## Verkehrszahlen

Entwicklung der Verkehrszahlen am Flughafen Stuttgart

Im Jahr der Wiedereröffnung 1948 wurden 1059 Flugbewegungen mit 5934 Passagieren gezählt. Beide Werte stiegen in den folgenden Jahren stetig an, bis 1968 erstmals der millionste Passagier eines Jahres begrüßt werden konnte. Bereits 1972 konnte die Zahl der Passagiere auf 2 Millionen verdoppelt werden, gleichzeitig hatten sich die Flugbewegungen mit etwa 50.000 pro Jahr stabilisiert. Im Jahr 1996 wurden erstmals mehr als 100.000 Flugbewegungen abgewickelt und dabei 6,5 Millionen Passagiere befördert.
Ende 2006 wurde erstmals in der Geschichte des Flughafens die Grenze von zehn Millionen Passagieren innerhalb eines Jahres durchbrochen. 2007 erreichte der Flughafen Stuttgart ein Fluggastaufkommen von rund 10,33 Millionen Passagieren (2,1 Prozent mehr als 2006). 2008 sank das Fluggastaufkommen aufgrund der Wirtschaftskrise auf 9,93 Millionen und 2009 auf 8,94 Millionen. Im Jahr 2010 lag das Fluggastaufkommen wieder bei 9,23 Millionen, und im Jahr 2012 bei 9,73 Millionen Passagieren. Im Jahr 2015 wurde die 10-Millionen-Grenze wieder durchbrochen. In den Folgejahren stiegen die Passagierzahlen kontinuierlich, 2018 wurde mit 11,8 Millionen Passagieren ein neuer Rekordwert aufgestellt. Dieser wurde 2019 erneut gebrochen, bevor die Zahlen infolge der COVID-19-Pandemie ab 2020 einen historischen Rückgang hinnehmen mussten.
| Rang                                                             | Ziel                   | Passagiere 2021 | Veränderung | Passagiere 2020 | Starts 2021 | Veränderung | Starts 2020 |
| ---------------------------------------------------------------- | ---------------------- | --------------- | ----------- | --------------- | ----------- | ----------- | ----------- |
| ▲1                                                               | Palma de Mallorca      | 160.532         | ▲149,98 %   | 64.217          | 1.268       | ▲81,14 %    | 700         |
| ▲2                                                               | Antalya                | 135.533         | ▲188,07 %   | 47.049          | 918         | ▲144,80 %   | 375         |
| ▲3                                                               | Istanbul-Sabiha Gökcen | 121.651         | ▲57,73 %    | 77.124          | 871         | ▲48,13 %    | 588         |
| ▼4                                                               | Berlin                 | 86.764          | ▼-46,35 %   | 161.732         | 1.359       | ▼-34,38 %   | 2.071       |
| ▲5                                                               | Istanbul               | 83.036          | ▲45,25 %    | 57.166          | 636         | ▲37,96 %    | 461         |
| ▼6                                                               | Hamburg                | 80.026          | ▼-30,64 %   | 115.384         | 1.020       | ▼-30,85 %   | 1.475       |
| ▲7                                                               | Pristina               | 76.505          | ▲75,78 %    | 43.522          | 590         | ▲95,36 %    | 302         |
| ▲8                                                               | Izmir                  | 58.963          | ▲58,17 %    | 37.279          | 457         | ▲36,83 %    | 334         |
| ▲9                                                               | Iraklio                | 56.500          | ▲84,34 %    | 30.650          | 367         | ▲85,35 %    | 198         |
| ▼10                                                              | Amsterdam              | 56.322          | ▲1,59 %     | 55.441          | 983         | ▼-2,38 %    | 1.007       |
| In dieser Statistik sind nur Starts enthalten. (Keine Landungen) |                        |                 |             |                 |             |             |             |

## Zwischenfälle
- Am 9. August 1944 wurde eine Douglas DC-2 (Luftfahrzeugkennzeichen HB ISI) der Swissair durch eine Lockheed P-38 Lightning bei einem amerikanischen Luftangriff auf dem Flughafen Stuttgart-Echterdingen zerstört. Dabei kamen weder Personal noch Post zu Schaden.[143] Diese Angriffe vom 9. bis 11. August auf den Flughafen waren Teil der Großangriffe auf die Stadt Stuttgart.

- Am 14. August 1944 wurde eine Douglas DC-3-220A der Lufthansa (D-AAIE) am Flughafen Stuttgart bei einem Tagesangriff eines USAAF-Bombers des Typs Boeing B-17 Flying Fortress irreparabel beschädigt. Personen kamen nicht zu Schaden.[144]

- Am 19. Juni 1958 verunglückte eine Curtiss C-46F Commando der Luxembourg Airlines (LX-LAA) bei einem Trainingsflug auf dem Flughafen Stuttgart. Bei der Landung brach das linke Hauptfahrwerk, das Flugzeug kam von der Bahn ab und fing Feuer. Es gab keine Todesopfer, die Maschine wurde jedoch zerstört.[145]

- Am 18. Februar 1961 kollidierte eine Douglas DC-7CF (N745PA) der Pan Am im Landeanflug auf den Flughafen Stuttgart mit einem Erdhaufen vor und neben der Landebahn. Die Piloten der aus Frankfurt kommenden Frachtmaschine setzten den Anflug im dichten Nebel bei einer Sicht von 100 Metern und einer Wolkenhöhe von 30 Metern auch unter die Entscheidungshöhe von 200 Fuß fort, obwohl das Instrumentenlandesystem nicht zuverlässig funktionierte und 4 von 5 Elementen der Anflugbefeuerung außer Betrieb waren. Beim Zusammenstoß mit dem Erdhaufen wurden das Fahrwerk und das Triebwerk Nr. 3 (rechts innen) abgerissen. Dennoch gelang es den Piloten durchzustarten und auf dem Flughafen Nürnberg eine Bauchlandung auf einem Schaumteppich durchzuführen. Die dreiköpfige Besatzung blieb unverletzt, das Flugzeug wurde jedoch irreparabel beschädigt.[146]

- Am 14. September 2009 musste eine Fokker 100 (D-AFKE[147]) der Contact Air auf dem Flughafen Stuttgart notlanden, weil sich das Hauptfahrwerk nicht vollständig ausfahren ließ.[148] An Bord der Maschine befand sich auch der Politiker Franz Müntefering (SPD). Fünf Fluggäste erlitten einen Schock, eine Flugbegleiterin wurde verletzt und zur Beobachtung in ein Krankenhaus gebracht.[149]

In der Geschichte des Flughafens Stuttgart kam es bislang nicht zu einem Flugunfall mit Todesfolge.

## Sonstiges

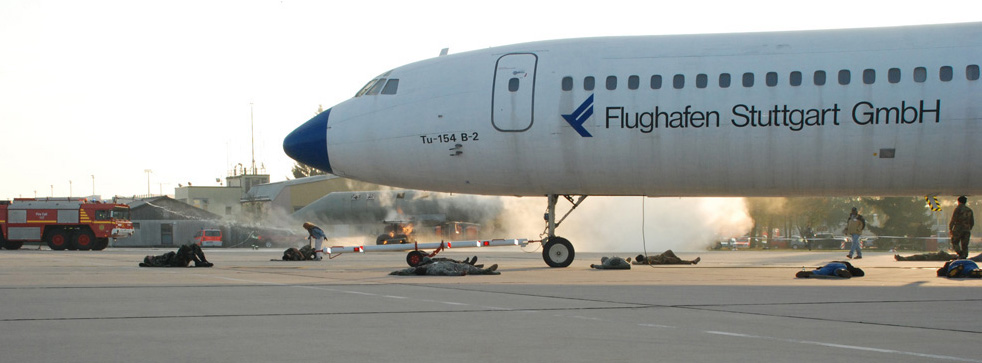
Tupolev des Flughafens Stuttgart bei einer Anti-Terror-Übung der U.S. Army im November 2008

Seit 1995 ist am Flughafen Stuttgart eine Tupolev 154 aus dem Jahr 1973 stationiert, die der Flughafen von der ungarischen Fluggesellschaft Malév erworben hat. Hier trainieren Flugbegleiter unter realistischen Bedingungen die Evakuierung eines Flugzeugs im Notfall. Darüber hinaus wird die Tupolev für Großübungen, zum Beispiel des Rettungsdienstes, genutzt.
Die Start- und Landebahn endet an der Stelle, an der am 5. August 1908 das Luftschiff LZ 4 nach einem Gewitter vollständig zerstört wurde. Am ursprünglichen Landeplatz ca. 1 km westlich von dieser Stelle wurde ein Zeppelinstein mit mehreren Hinweis- und Gedenktafeln errichtet.
In den Terminals gibt es eine begrenzte Anzahl an Hocktoiletten.

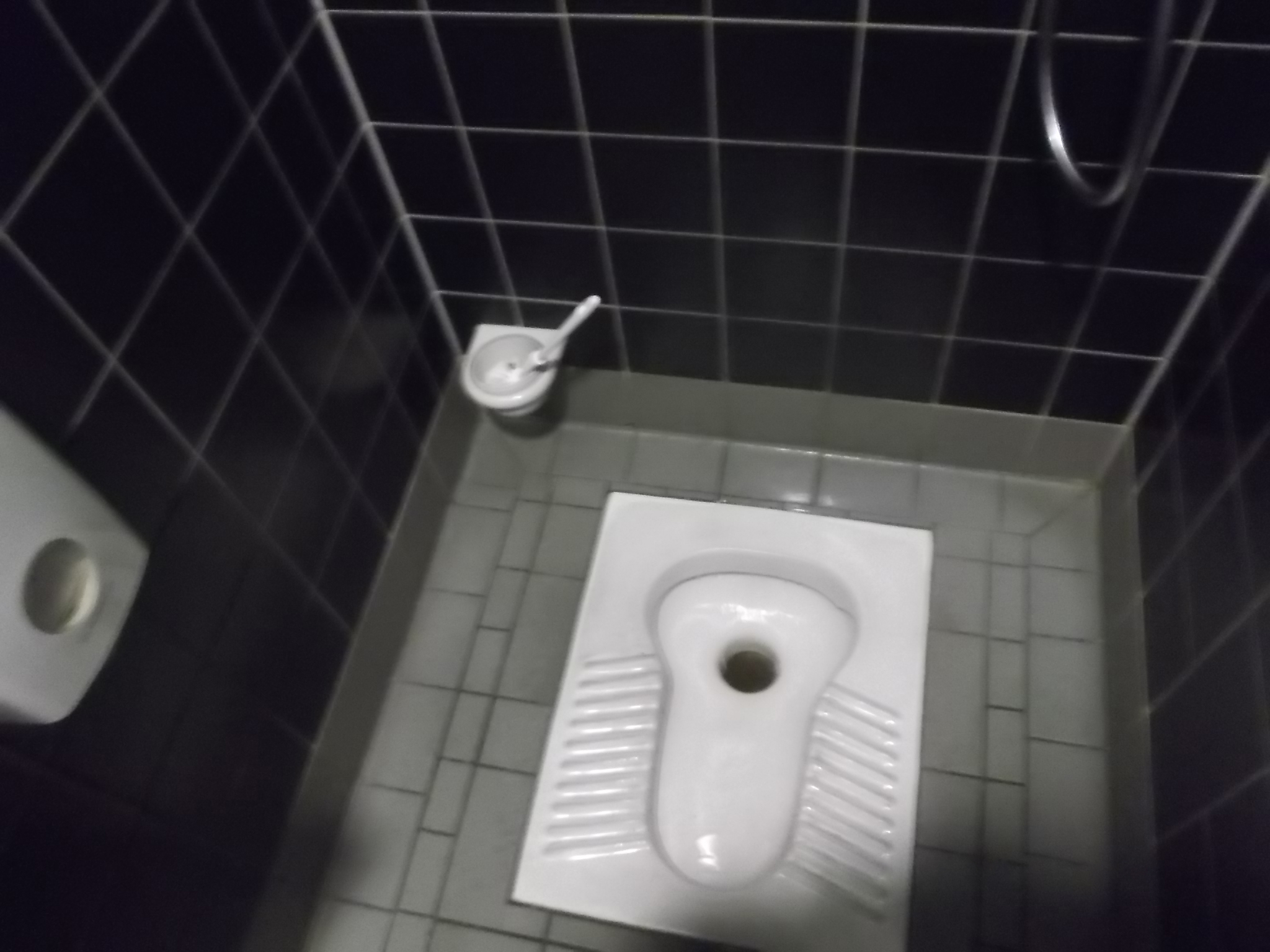